# Szwecja
Szwecja, Królestwo Szwecji (szw. Sverige, Konungariket Sverige) – państwo w Europie Północnej, zaliczane zarówno do państw skandynawskich oraz krajów nordyckich. Jest członkiem Unii Europejskiej (od 1995 roku) oraz NATO (od 2024 roku). Ma populację około 10,6 miliona osób; jest najludniejszym krajem skandynawskim. Gęstość zaludnienia jest niska i wynosi 25,8 mieszkańców na kilometr kwadratowy. Około 89% populacji zamieszkuje obszary miejskie. Mniej niż 80% mieszkańców stanowią osoby pochodzenia szwedzkiego. Graniczy z Norwegią, Finlandią oraz z Danią przez most nad cieśniną Öresund.

## Geografia
Szwecja, położona w Europie Północnej, tworzy wschodnią część Półwyspu Skandynawskiego. Od wschodu graniczy z Morzem Bałtyckim i Zatoką Botnicką, posiadając długą, urozmaiconą, mocno rozwiniętą linię brzegową. Na zachodzie tego kraju Góry Skandynawskie (szw. Skanderna) oddzielają Szwecję od Norwegii. Od północnego-wschodu graniczy z Finlandią. Ponadto posiada granice morskie z: Danią, Niemcami, Polską, Rosją, Litwą, Łotwą i Estonią. Na południowym-zachodzie jest połączona z Danią za pośrednictwem mostu nad Sundem. Jej granica z Norwegią jest najdłuższą nieprzerwaną granicą w Europie (1630 km).

### Powierzchnia
- ląd: 411 942 km²
- woda: 39 010 km²
- Powierzchnia: 450 952 km²

### Długość granicy lądowej
- Finlandia: 589 km
- Norwegia: 1630 km[6][7]
- całkowita: 2208 km

### Długość wybrzeża
- całkowita: 3218 km
  - Najwyższy punkt: Kebnekaise 2111 m n.p.m.
  - Najniższy punkt: zatoka jeziora Hammarsjon, koło Kristianstad, –2,4 m
  - Największe jezioro: Wener (Vänern) – 5546 km²

## Historia

### Średniowiecze
Południowe obszary współczesnej Szwecji (Skania) były częścią praojczyzny Germanów. W średniowieczu północna i środkowa część kraju została zasiedlona przez skandynawskie plemiona Normanów. W IX–XI wieku tutejsi wikingowie brali udział w wyprawach łupieżczych, głównie na Ruś i Bizancjum. Równocześnie tworzyło się państwo szwedzkie i następowała jego chrystianizacja w XI wieku. W XII–XIII w. podbój Finlandii przez Szwedów. Od 1397 unia kalmarska z Danią i Norwegią.

### XVI wiek
W 1523 Gustaw I Waza doprowadził do usamodzielnienia się Szwecji pod władzą dynastii Wazów. W 1527 przyjęto luteranizm. W latach 1592–1599 Szwecja była połączona unią polsko-szwedzką z Rzecząpospolitą Obojga Narodów.

### XVII wiek
W tym czasie miał miejsce podbój części Łotwy i Estonii. W 1635 (od Rozejmu w Sztumskiej Wsi) Szwecja włączyła do swojego terytorium całą Estonię. Od panowania Gustawa II Adolfa do Karola X Gustawa (1654–1660) miała miejsce walka o dominację w rejonie Morza Bałtyckiego. Wojny z Danią, Polską i Rosją oraz w latach 1630–1648 udział w wojnie trzydziestoletniej, która doprowadziła do uzyskania przez Szwecję pozycji mocarstwowej.

### XVIII wiek
Po klęsce Karola XII w wojnie północnej (1700–1721) doszło do utraty większości zdobyczy (głównie na rzecz Rosji) oraz utraty rangi mocarstwa (Pokój w Nystad 1721). Po śmierci Karola w roku 1718 nastała tak zwana era wolności (1718–1772), czyli okres rozkwitu parlamentaryzmu, przy jednoczesnym zmniejszeniu politycznych wpływów tronu. W pierwszej połowie tej epoki dwie frakcje; „partia kapeluszy” i „partia czapek” rywalizowały o władzę i wpływy. Ważnym wydarzeniem epoki było zniesienie cenzury w Szwecji (1766). Era wolności dobiegła końca, gdy Gustaw III odnowił władzę absolutną drogą zamachu stanu.

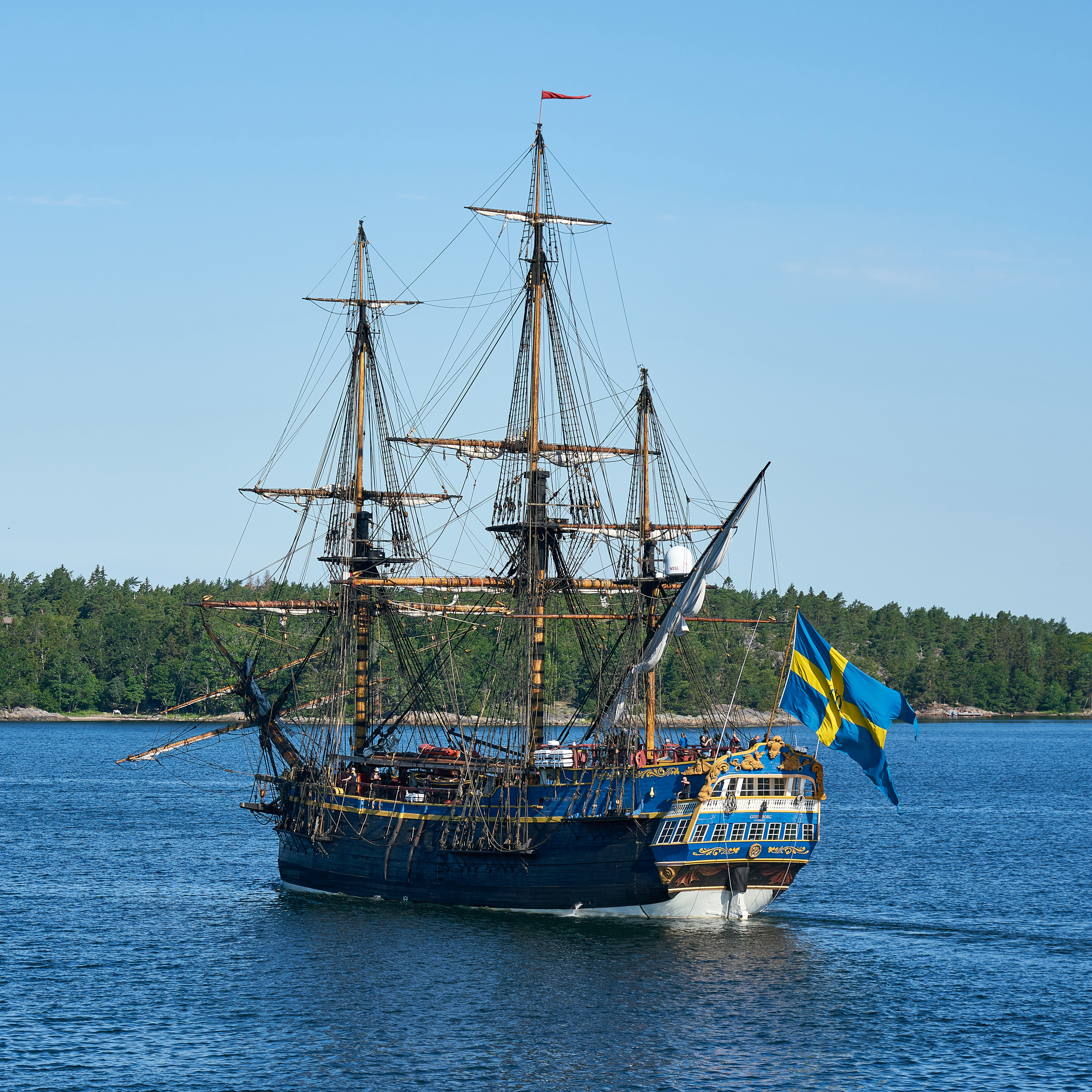
Replika statku Götheborg (z 2003 r.) Szwedzkiej Kompanii Wschodnioindyjskiej w epoce szwedzkiego kolonializmu. Oryginał został zwodowany w 1738, a w 1745 r. zatonął)

### XIX wiek
W 1805 roku Szwecja dołączyła do III koalicji antyfrancuskiej. Działania wojenne szwedzka armia prowadziła na terytorium Pomorza, ale nie odniosła żadnych sukcesów. W 1808 roku, wskutek lekkomyślnej polityki króla Gustawa IV Adolfa Szwecja zerwała rozejm z Francją oraz wplątała się w wojnę z Danią i Rosją. Konsekwencją tego była utrata Finlandii na rzecz Rosji. W 1809 roku, po obaleniu króla Gustawa Adolfa, parlament uchwalił pierwszą w dziejach Szwecji konstytucję. W 1812 roku nowy król Karol XIV Jan doprowadził do zbliżenia z Rosją. Wojska szwedzkie wzięły udział w walkach przeciwko Napoleonowi. Największym jednak sukcesem nowego króla było, po zwycięskiej wojnie z Danią, przyłączenie Norwegii do Szwecji. Przyłączenie to nie miało charakteru inkorporacji, ale unii personalnej dwóch równorzędnych krajów. W 1866 roku wprowadzono reformę parlamentu, który znosił podział na stany. Reforma ta uczyniła Szwecję krajem liberalnym. Druga połowa XIX wieku to czasy wzrostu znaczenia przemysłu i masowej urbanizacji, która przekształciła Szwecję z kraju rolniczego w kraj uprzemysłowiony.

### XX wiek
Zmiany ustrojowe rozpoczęte już w drugiej połowie XIX wieku i na początku XX wieku, takie jak reforma parlamentu 1866, powstanie nowoczesnych partii, wprowadzenie rządów parlamentarnych, powszechne prawo wyborcze 1919 uczyniły ze Szwecji liberalne i nowoczesne państwo. W 1905 roku od Szwecji odłączyła się Norwegia, kładąc kres długoletniej unii. Szwecja zachowała neutralność podczas I i II wojny światowej, co uchroniło ją od zniszczeń i kosztów wojennych oraz wzmocniło gospodarkę.
Od lat 30. władzę sprawowali głównie socjaldemokraci z partii SAP. Ich rządy przyniosły liczne reformy socjalne, przeprowadzone w duchu progresywizmu. W latach 50.–70. nastąpiła rozbudowa państwa opiekuńczego, związana z szybkim rozwojem gospodarczym. Głową państwa obecnie jest Karol XVI Gustaw.

### XXI wiek
18 maja 2022 r. w odpowiedzi na rosnące zagrożenie ze strony Rosji Szwecja złożyła wniosek o przyjęcie do NATO. 7 marca 2024 r. Szwecja oficjalnie stała się 32. członkiem NATO.

## System polityczny

### Konstytucja
Szwecja jest monarchią konstytucyjną. Konstytucja Szwecji nie jest jednolitym aktem prawnym, ponieważ w jej skład wchodzą oddzielne dokumenty:
- „Akt o formie rządów” z 1974 r.
- „Ustawa o wolności prasy” z 1948 r. (patrz: Zniesienie cenzury w Szwecji)
- „Akt o sukcesji tronu” z 1810 r.
- „Podstawowe Prawo Swobody Wyrazu” z 1991 r.

Oprócz tych praw fundamentalnych istnieje jeszcze „Akt o Riksdagu”, który ma niższą rangę niż wcześniej wymienione, właściwie zajmuje pozycję pośrednią między prawami fundamentalnymi a zwykłymi ustawami. Tym niemniej można ją znaleźć obok trzech wcześniej wspomnianych aktów w kolejnych wydaniach „Konstytucji Szwecji”.
Obecnie obowiązująca konstytucja weszła w życie 1 stycznia 1975 roku. Uchwalono ją po długich dyskusjach zapoczątkowanych w 1954 roku. Dyskusje te zainicjował spory rozdźwięk między treścią ówczesnej konstytucji dającą w systemie ustrojowym przewagę królowi a rzeczywistością, w której dominował parlament kontrolowany przez Szwedzką Socjaldemokratyczną Partię Robotniczą (SAP). W tym miejscu warto wspomnieć o tym, że Szwecja jest państwem, w którym reformy systemu politycznego następują bardzo powoli i zazwyczaj polegają na akceptacji istniejących już w rzeczywistości rozwiązań.

### Monarcha

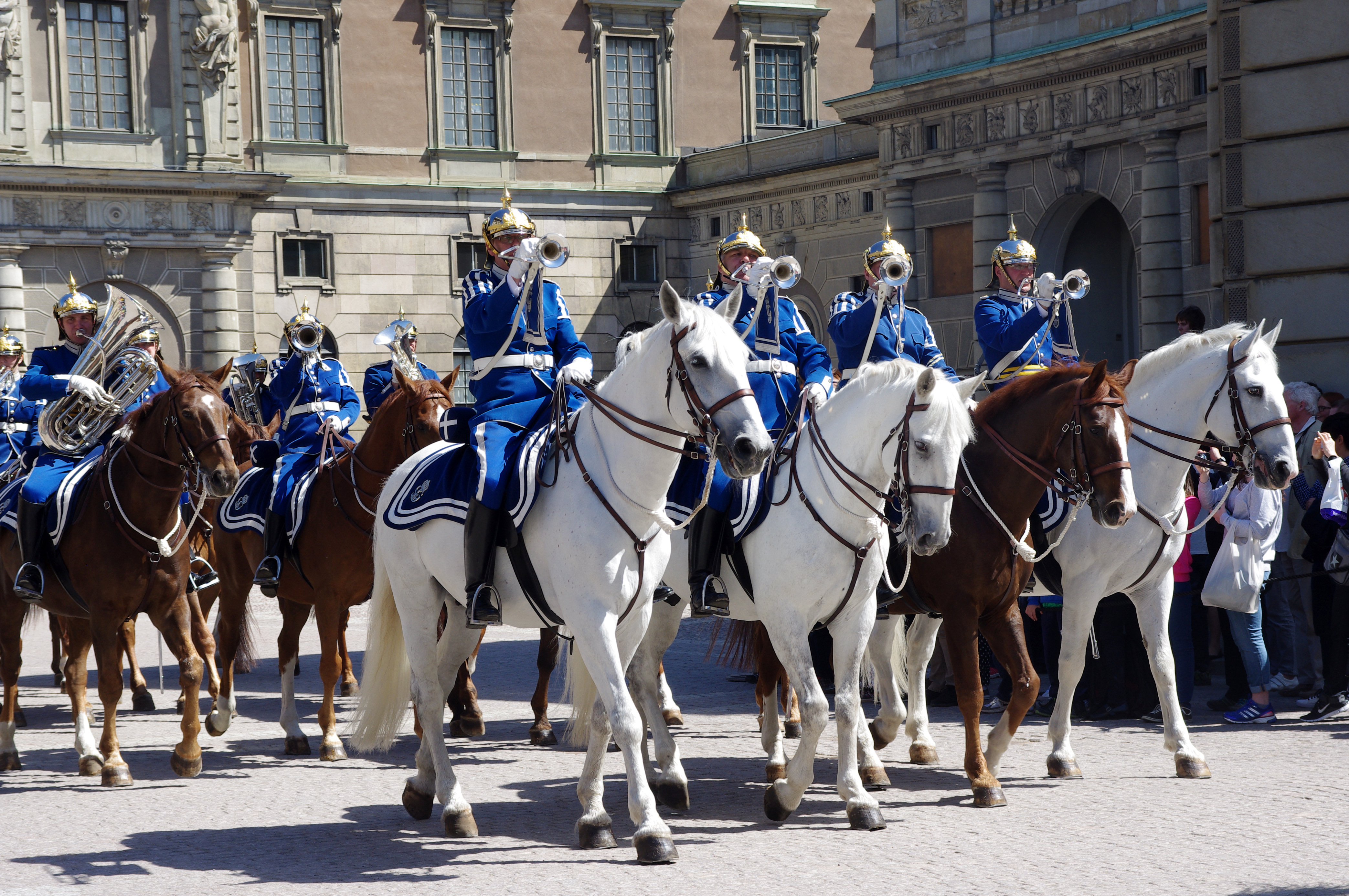
Gwardia króla przed Pałacem Królewskim w Sztokholmie

Król jest głową państwa, ale ma niewielkie uprawnienia. Przez wieki systematycznie tracił je na rzecz innych organów państwowych: parlamentu, rządu i innych urzędów centralnych. Formalnie jednak nadal jest podmiotem władzy wykonawczej. Najnowsza odsłona konstytucji tak ogranicza jego prerogatywy, że są one nawet mniejsze od uprawnień króla brytyjskiego.
Do kompetencji szwedzkiego króla zalicza się zatem:
- reprezentowanie Szwecji wobec innych głów państw i dyplomatów,
- uroczyste otwieranie sesji Riksdagu,
- wręczanie Nagrody Nobla,
- udzielanie rady, zachęcanie i ostrzeganie parlamentu i rządu,
- w 2000 roku po rozdziale państwa od kościoła, król utracił tytuł głowy kościoła szwedzkiego.

Monarcha ma również prawo do informowania go przez premiera o stanie państwa i najważniejszych pracach rządu. Król utracił funkcję zwierzchnika sił zbrojnych. Nie ma prawa również do wyznaczania premiera i zatwierdzania nominacji ministrów. Jednakże interesujące jest sformułowanie, które znajduje się w „Akcie o formie rządu”, mówiące, że król nie ponosi odpowiedzialności za swoje czyny.
W roku 1973 na tronie szwedzkim zasiadł Karol XVI Gustaw, wywodzący się z dynastii Bernadotte, której założycielem był marszałek Francji Jean-Baptiste Jules Bernadotte, późniejszy Karol XIV Jan.

### Parlament

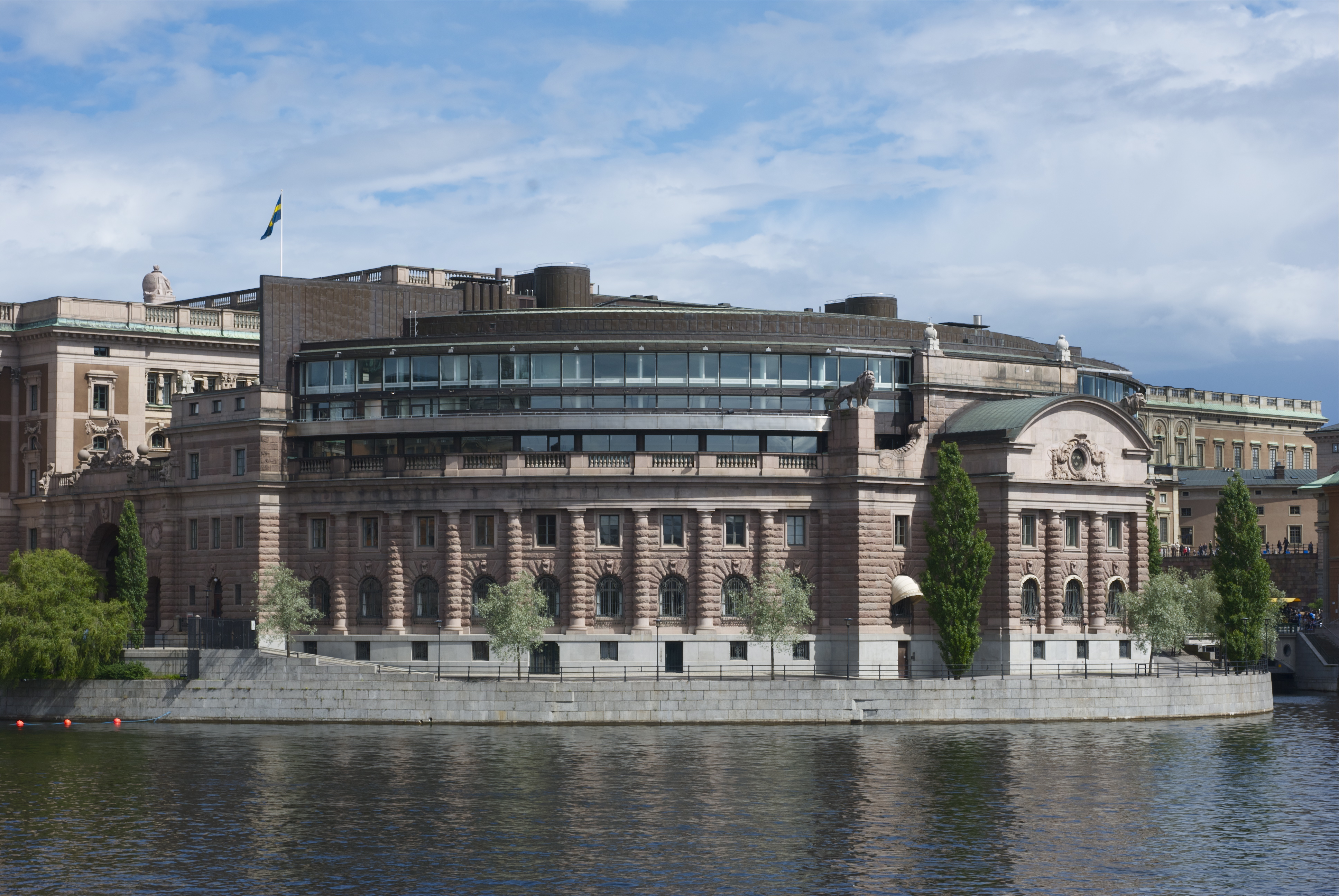
Riksdag – szwedzki parlament

### Rząd
Rząd sprawuje władzę wykonawczą i składa się z premiera i powołanych przez niego ministrów. W Szwecji istnieją dwie kategorie ministrów. Pierwsza to ministrowie kierujący określonymi ministerstwami, druga to ministrowie bez teki (tzw. radcy konsultanci). Ministerstwa nie są zbyt rozbudowane. Posiadają tylko funkcję kierowniczą i przygotowawczą ustaw, ponieważ istnieją obok nich rozbudowane urzędy centralne. Ich urzędnicy z założenia mają być apolityczni i dobrze wykształceni. Zadaniem tych urzędów jest bieżące zarządzanie. Taki stan rzeczy nazywany jest dualizmem administracji rządowej. Wyjątkiem od tej zasady jest Ministerstwo Spraw Zagranicznych, które jako jedyne łączy funkcje kierowania i zarządzania.
Premiera powołuje talman. Propozycję przedstawia Riksdagowi. Jeżeli zostanie ona czterokrotnie odrzucona przez parlament, procedurę powołania premiera przeprowadza się dopiero po nowych, zarządzanych wyborach. Jeśli premier otrzyma wotum nieufności, do dymisji musi podać się cały rząd. Powoduje to m.in. niezwykle silną pozycję premiera w Radzie Ministrów. W Szwecji zdarzają się często długoletnie rządy jednego premiera. Dobrym przykładem jest Tage Erlander, który rządził w latach 1946–1969.
Rząd oprócz odpowiedzialności przed Riksdagiem, ponosi również odpowiedzialność konstytucyjną. W Szwecji istnieje Komisja Konstytucyjna Riksdagu, która sprawdza, czy rząd jest praworządny i czy kieruje się w swojej polityce interesem Królestwa.
Rząd powołuje własnych ombudsmanów, ale mają oni inne uprawnienia i zadania od ombudsmanów parlamentarnych. Powołani przez rząd zajmują się kontrolą przestrzegania prawa w określonych sferach życia publicznego. Rząd powołuje również Kanclerza Sprawiedliwości, którym zostaje wybitny prawnik. Jego główny cel to ochrona interesów państwa. Zajmuje się również kwestiami wolności prasy. Oprócz tego jest reprezentantem rządu w sporach cywilnoprawnych.
W roku 2014 premierem został Stefan Löfven, stając na czele rządu mniejszościowego składającego się z premiera i 23 ministrów (w tym 12 kobiet i pięć osób pochodzących z rodzin imigrantów).

### System partyjny
W latach powojennych w życiu politycznym Szwecji dominowała jedna partia: Szwedzka Socjaldemokratyczna Partia Robotnicza (SAP), która nieprzerwanie sprawowała władzę od 1932 do 1976 roku, kiedy przegrała wybory. Drugą porażkę poniosła w 1991 roku, ale następne wybory w latach 1994, 1998 i 2002 przyniosły jej powrót do władzy. Jak więc widać, partia ta zdecydowanie dominuje w życiu politycznym Szwecji. SAP powstała w 1889 roku. Większość jej członków to działacze związków zawodowych. SAP jest zwolenniczką państwa opiekuńczego, popiera silny wpływ państwa na gospodarkę i równość społeczną. SAP przywiązuje również wagę do równouprawnienia kobiet. W rezultacie w Szwecji udział kobiet w wybieralnych organach politycznych dochodzi często do 50%.
Skrajnie lewicową partią jest Partia Lewicy (VP) utworzona w 1990 jako sukcesorka komunistów. Mimo swego radykalizmu, akceptuje parlamentarną drogę do socjalizmu.
Inną znaczącą partią jest Umiarkowana Partia Koalicyjna (MSP). Ugrupowanie to odwołuje się do wartości konserwatywnych i liberalnych. Członkowie tej partii są zwolennikami monarchii, zmniejszenia zakresu świadczeń socjalnych i obniżenia podatków.
Kolejna ważna partia to Ludowa Partia Liberałów (FP, od 2015 r. L), która jest zwolenniczką socjalliberalizmu. Podobnie jak konserwatyści są przeciwnikami interwencjonizmu państwowego i rozrastania się systemu świadczeń socjalnych. W 2002 liberałowie w wyborach odnieśli spory sukces, uzyskując poparcie 13,3% głosujących.
Partia Centrum jest ugrupowaniem centrolewicowym, reprezentującą interesy farmerów i drobnej przedsiębiorczości.
Chrześcijańska Demokracja (KdS) określa siebie mianem centrum, alternatywą dla lewicy i prawicy.
W ostatnich wyborach do parlamentu weszli również Zieloni.
Od 2010 w parlamencie reprezentowani są również prawicowi Szwedzcy Demokraci.
System partyjny Szwecji bogaty jest w partie, ale dominuje w nim zdecydowanie jedna z nich – SAP, która jedynie co kilka kadencji Riksdagu traci władzę. Ostatni raz straciła ją w 2022, kiedy koalicję utworzyły MSP, L i KdS poparci przez Swedzkich demokratów.

## System prawny

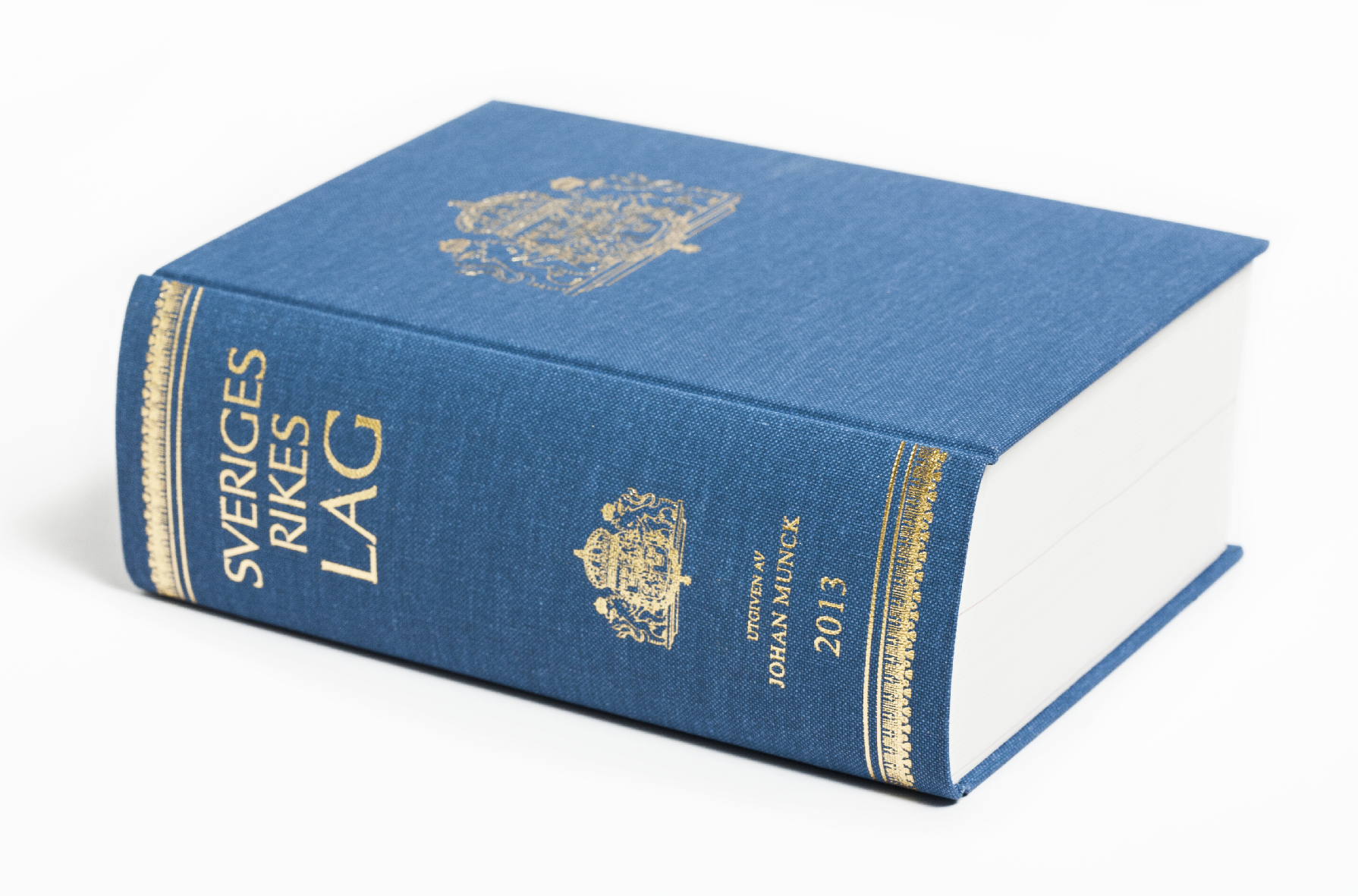
Sveriges rikes lag – Zbiór praw Szwecji

Prawo szwedzkie należy do skandynawskiej rodziny systemów prawnych. Łączą one w sobie elementy charakterystyczne dla systemu kontynentalnego i common law. Prawo w Szwecji nie jest skodyfikowane, lecz ma charakter rozproszony. Na kształt prawa cywilnego i handlowego duży wpływ miało prawo niemieckie. Bardzo rozwinięta jest też współpraca pomiędzy legislaturami krajów skandynawskich, która doprowadziła do zbliżenia tych systemów prawnych (szczególnie w zakresie prawa prywatnego).

### Sądownictwo
Istnieją dwie podstawowe hierarchie sądów we Szwecji: sądy w sprawach cywilnych, handlowych i karnych, oraz sądy administracyjne. W każdym z tych pionów sądowniczych funkcjonują dwie podstawowe instancje sądowe oraz sądy najwyższe (Sąd Najwyższy i Najwyższy Sąd Administracyjny).

## Podział administracyjny Szwecji
Szwecja podzielona jest na 21 regionów administracyjnych (szw. län). Regiony te dzielą się na 290 gmin (kommuner).

## Największe miasta
| 1  | Sztokholm                     | Sztokholm       | 1 652 895 | 381,63 |
| 2  | Göteborg                      | Västra Götaland | 674 529   | 203,67 |
| 3  | Malmö                         | Skania          | 339 316   | 76,81  |
| 4  | Uppsala                       | Uppsala         | 174 982   | 48,77  |
| 5  | Sollentuna och Upplands Väsby |                 | 156 517   | ---    |
| 6  | Västerås                      | Västmanland     | 131 643   | 52,94  |
| 7  | Örebro                        | Örebro          | 128 658   | 49,27  |
| 8  | Linköping                     | Östergötland    | 116 851   | 42,16  |
| 9  | Helsingborg                   | Skania          | 116 029   | 38,41  |
| 10 | Jönköping                     | Jönköping       | 103 032   | 44,82  |

Miejscowości (szw. tätort) Sztokholm, Göteborg, Malmö, Örebro oraz Sollentuna och Upplands Väsby leżą na terenie 2 lub więcej gmin.

## Siły zbrojne

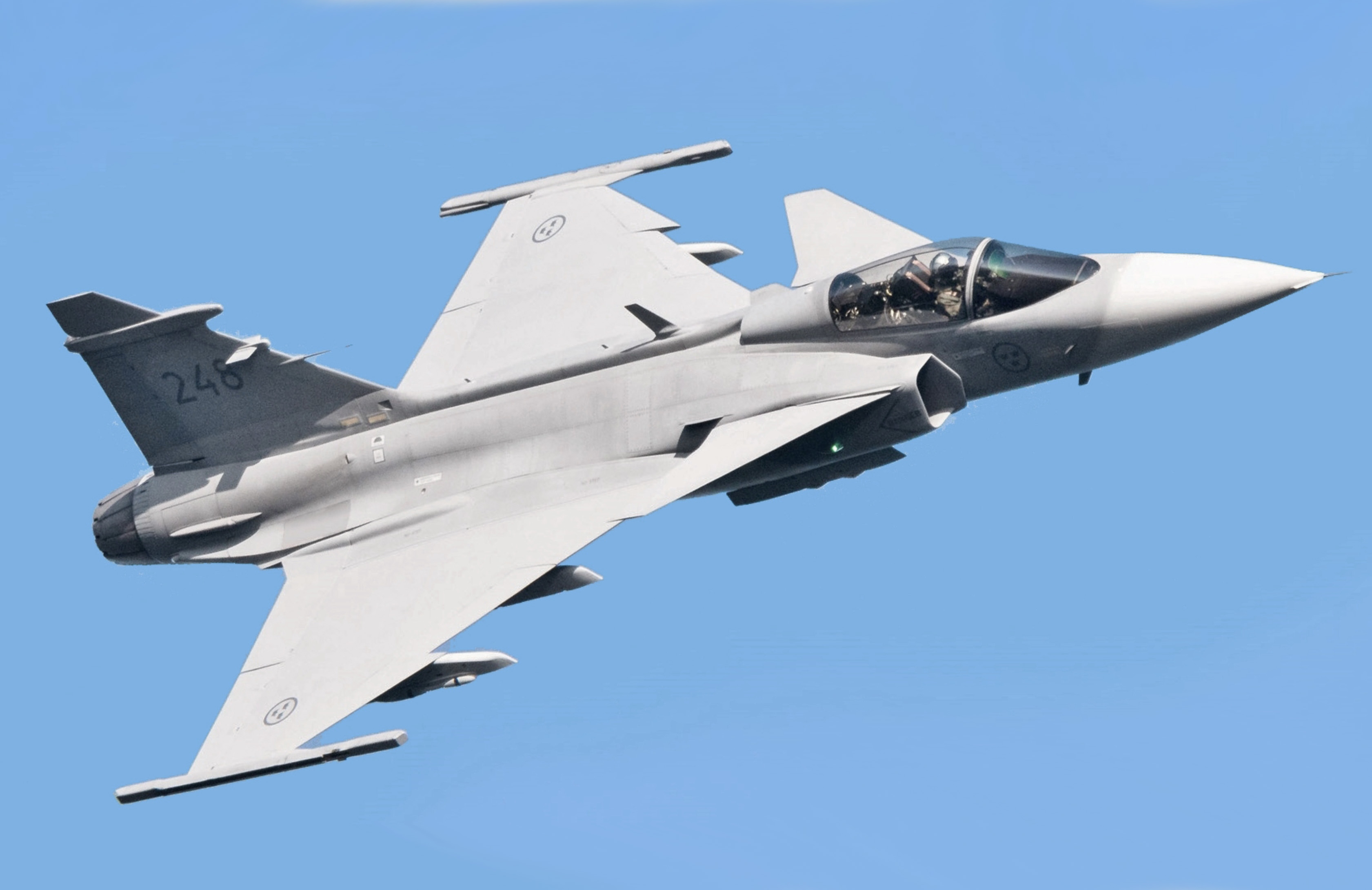
Szwedzki myśliwiec Saab JAS 39 Gripen

Szwecja dysponuje trzema rodzajami sił zbrojnych: siłami lądowymi (280 czołgów oraz 2031 opancerzonych pojazdów bojowych), marynarką wojenną (Svenska marinen) oraz siłami powietrznymi. Wojska szwedzkie liczą 14 tys. żołnierzy zawodowych oraz 26 tys. rezerwistów. Według rankingu Global Firepower (2014) szwedzkie siły zbrojne stanowią 29. siłę militarną na świecie, z rocznym budżetem na cele obronne w wysokości 6,2 mld dolarów (USD).

## Gospodarka

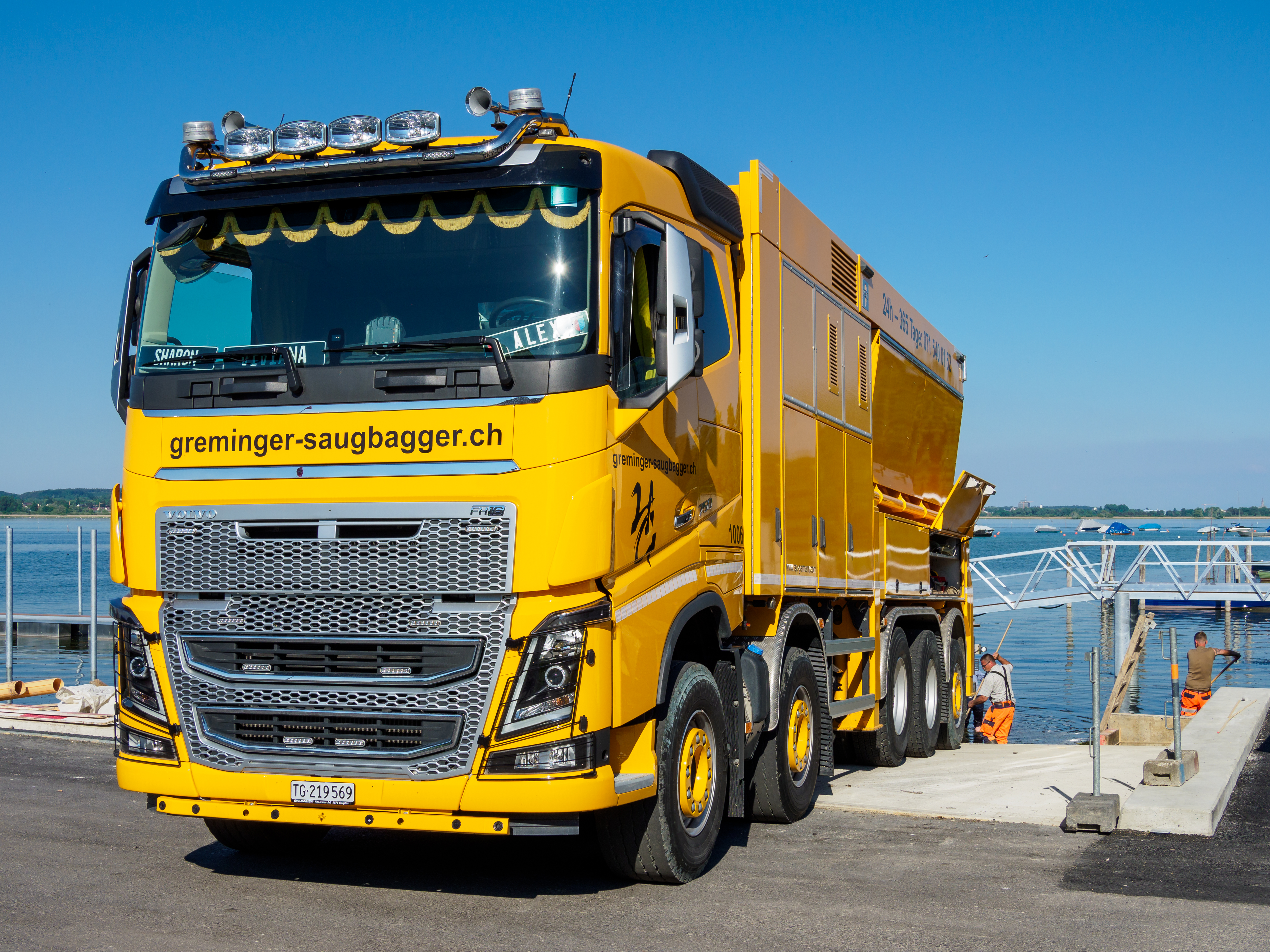
Ciężarówka Volvo

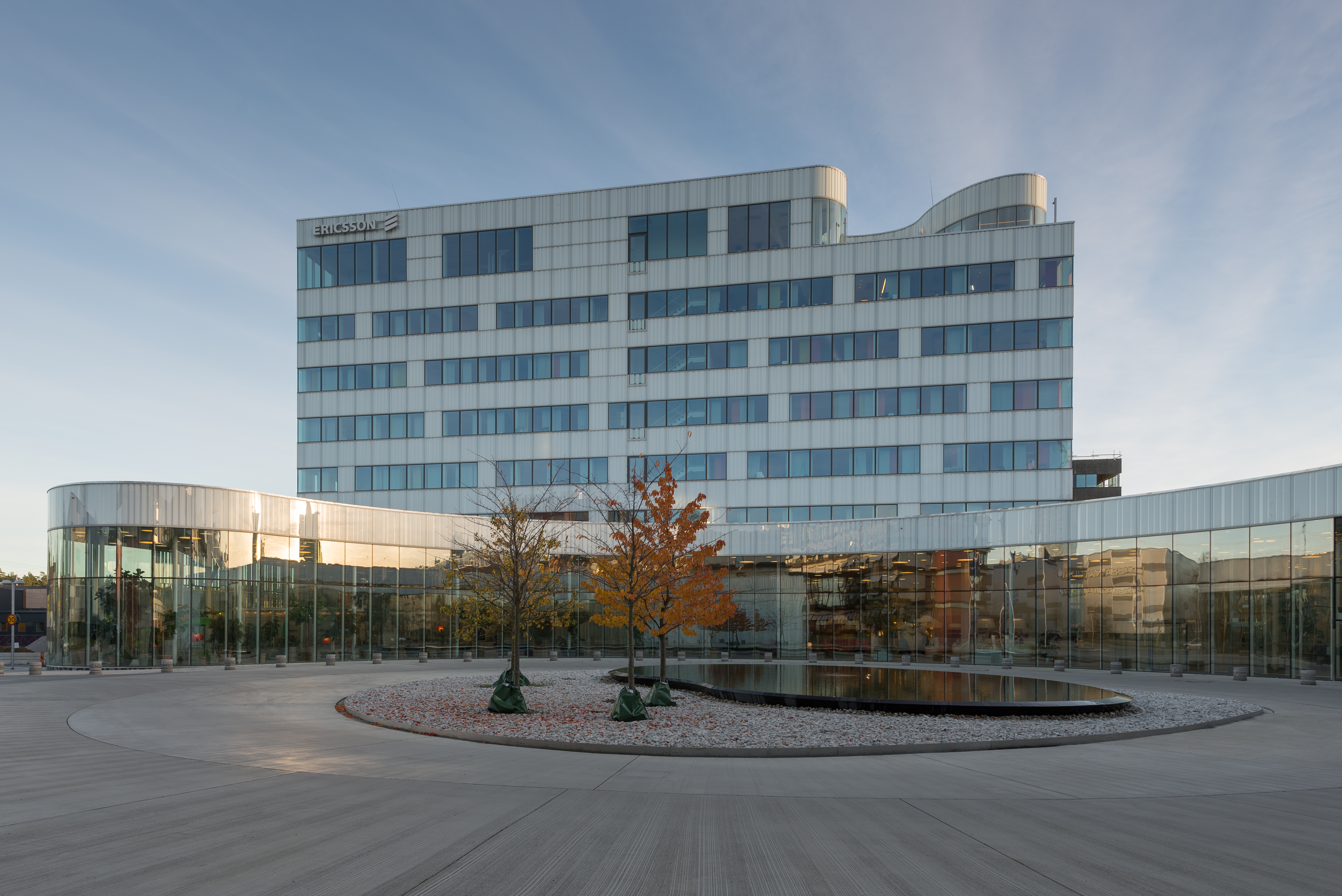
Siedziba Ericsson w Sztokholmie

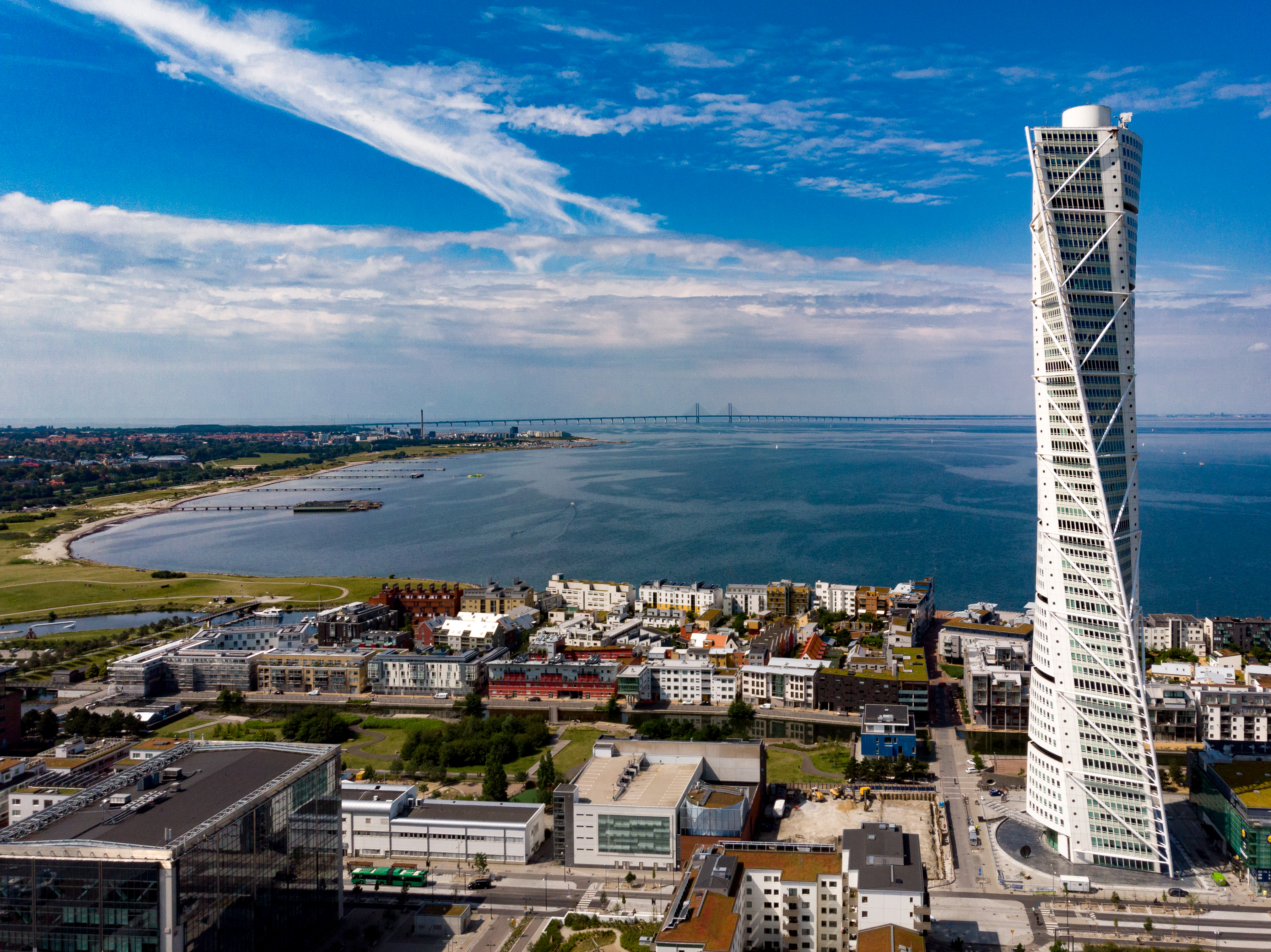
Turning Torso w Malmö

### Charakterystyka

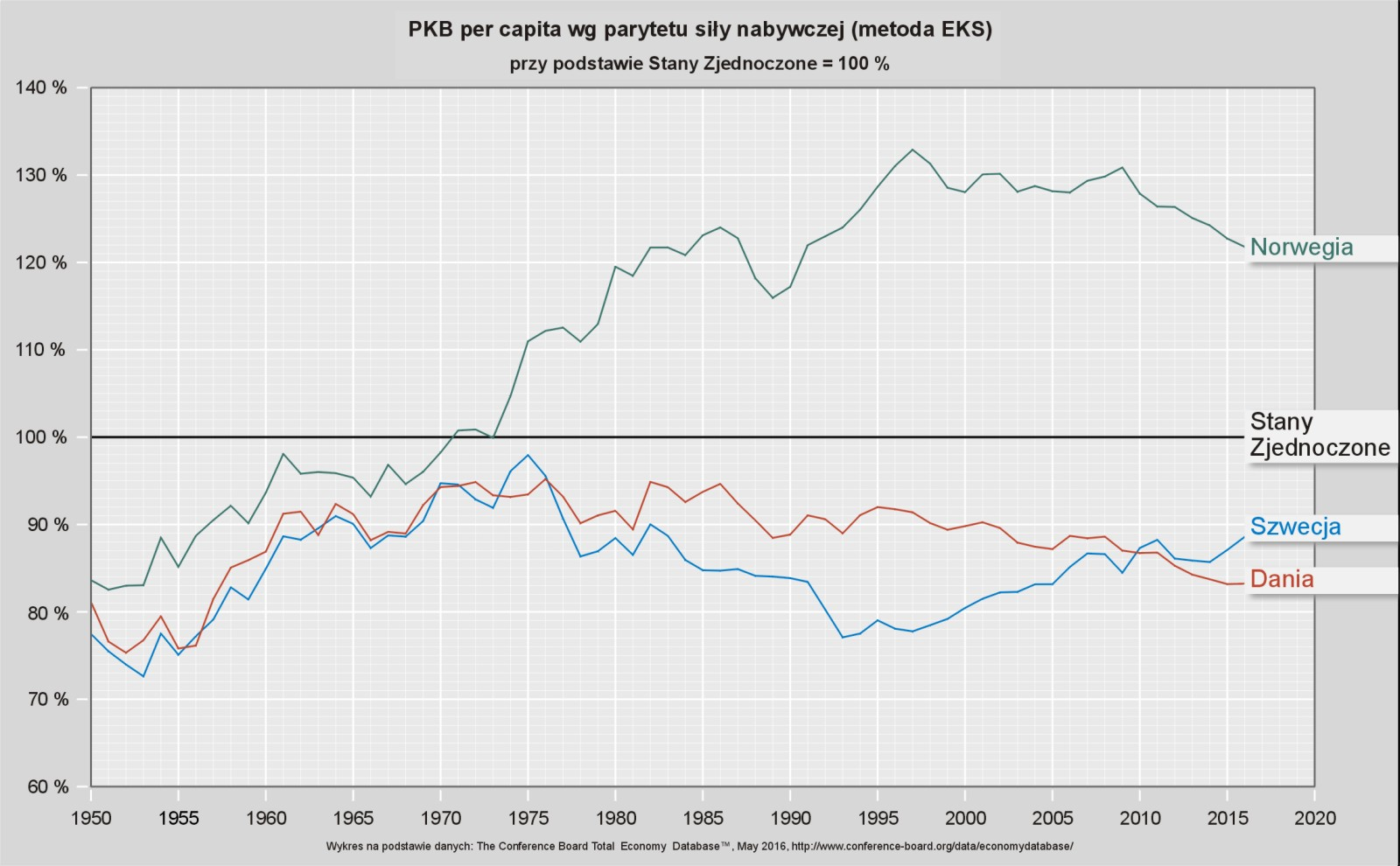
PKB per capita wg PSN państw skandynawskich przy podstawie Stany Zjednoczone = 100%

Istotną część gospodarki szwedzkiej stanowią bogactwa naturalne, takie jak m.in. wysokiej jakości rudy żelaza oraz duża, zwłaszcza w stosunku do zaludnienia, powierzchnia lasów. W XVII i XVIII wieku Szwecja zapewniała około połowy całej europejskiej produkcji stali, dzięki dostępowi do wyjątkowo czystej rudy oraz dostępności drewna, z którego wytwarzano węgiel drzewny, używany następnie do wytopu żelaza.
W XX wieku Szwecja stała się jednym z największych eksporterów rudy żelaza. Szczytowy okres wydobycia przypada na 1975 rok kiedy uzyskano rekordowe wydobycie 40 mln ton. Wydobywane są także rudy cynku, ołowiu, miedzi, wolframu, tytanu i uranu. Ważną gałęzią gospodarki Szwecji jest produkcja drewna – jest ona m.in. jednym z największych na świecie eksporterów celulozy.
Grunty orne stanowią zaledwie 7% powierzchni kraju, rolnictwo jest wysoce zmechanizowane i intensywne.
Inne główne gałęzie gospodarki to hutnictwo metali nieżelaznych, przemysł maszynowy, metalowy, środków transportu (samochodowy, lotniczy), elektrotechniczny, drzewny, chemiczny oraz produkcja broni.
Szwecja jest jednym z największych eksporterów broni i technologii wojskowych, w tym do Pakistanu, Chin i Arabii Saudyjskiej.
Znane marki szwedzkie to Volvo, Saab (lotnicza i samochodowa), Scania, Koenigsegg, Ericsson, Electrolux, Husqvarna, Vattenfall AB, Skanska AB, Nordea Bank, Oriflame, Tetra Pak, H&M i IKEA.
W 2023 roku szwedzka gospodarka weszła w recesję, głównie z powodu wysokiej inflacji, wzrostu stóp procentowych i osłabienia popytu międzynarodowego. Szwedzi mają jedne z najwyższych poziomów zadłużenia w Europie (nieco ponad połowa szwedzkich gospodarstw domowych ma kredyty hipoteczne), a wysokie ceny nieruchomości i duży udział kredytów stanowią ryzyko dla stabilności finansowej. Ponadto, problemy strukturalne, takie jak starzejące się społeczeństwo, wysokie koszty pracy i silnie regulowany rynek pracy ograniczają potencjał wzrostu.
Szwecja jest powszechnie uważana za kraj o wysokim poziomie bezpieczeństwa, także pod względem środowiskowym, mimo pewnych lokalnych wyzwań, i należy do krajów najmniej dotkniętych korupcją na świecie. W Global Peace Index 2024 zajęła 39. miejsce (spadek o 22. miejsca od czasu rozpoczęcia indeksu w 2008 r.). Niemniej jednak, w ostatnich latach Szwecja zmaga się ze wzrostem przestępczości zorganizowanej, szczególnie działalności gangów w niektórych obszarach miejskich, co przekłada się na wzrost wskaźników przemocy i pogorszenie poczucia bezpieczeństwa.

### Historia gospodarcza
W latach 90. Szwecję dotknął poważny kryzys, który spowodował wzrost bezrobocia do poziomu innych krajów UE i USA, a także pojawienie się długu publicznego, który pod koniec lat 90. sięgnął 50% PKB. Kryzys ten był związany z globalnym spowolnieniem światowej gospodarki oraz obniżką podatków przez prawicowy rząd przy jednoczesnym zachowaniu wydatków socjalnych na tym samym poziomie. W wyniku wdrożenia licznych reform i programów naprawczych udało się zwiększyć wydajność pracy i spowodować wzrost wskaźników makroekonomicznych.
Rząd Szwecji nie zdecydował się na przystąpienie do Unii Gospodarczej i Walutowej w 1999 r. – w latach 1995–1996 obradowała rządowa komisja ds. Unii Gospodarczej i Walutowej pod przewodnictwem Larsa Calmforsa (tzw. Komisja Calmforsa), która po przeanalizowaniu potencjalnych skutków przystąpienia Szwecji do strefy euro, stwierdziła brak wystarczających przesłanek do przyjęcia waluty euro w 1999. Pomimo korzyści politycznych związanych ze wzmocnieniem pozycji Szwecji w Unii Europejskiej i pewnych korzyści gospodarczych (np. niższych kosztów transakcji po wyeliminowaniu różnic kursowych, większej konkurencji), utrata narodowej polityki monetarnej pozbawiłaby Szwecję instrumentu walki z nieprzewidzianymi szokami, co w połączeniu z ówczesnym wysokim poziomem bezrobocia i kiepskim stanem finansów publicznych, byłoby niekorzystne dla szwedzkiej gospodarki. O pozostaniu Szwecji poza strefą euro przesądził ostatecznie wynik referendum z 2003 roku.

### System podatkowy
Treść tej sekcji od 2014-01 może nie być zgodna z zasadami neutralnego punktu widzenia.
Dokładniejsze informacje o tym, co należy poprawić, być może znajdują się w dyskusji tej sekcji.
 Po wyeliminowaniu niedoskonałości należy usunąć szablon {{Dopracować}} z tej sekcji.

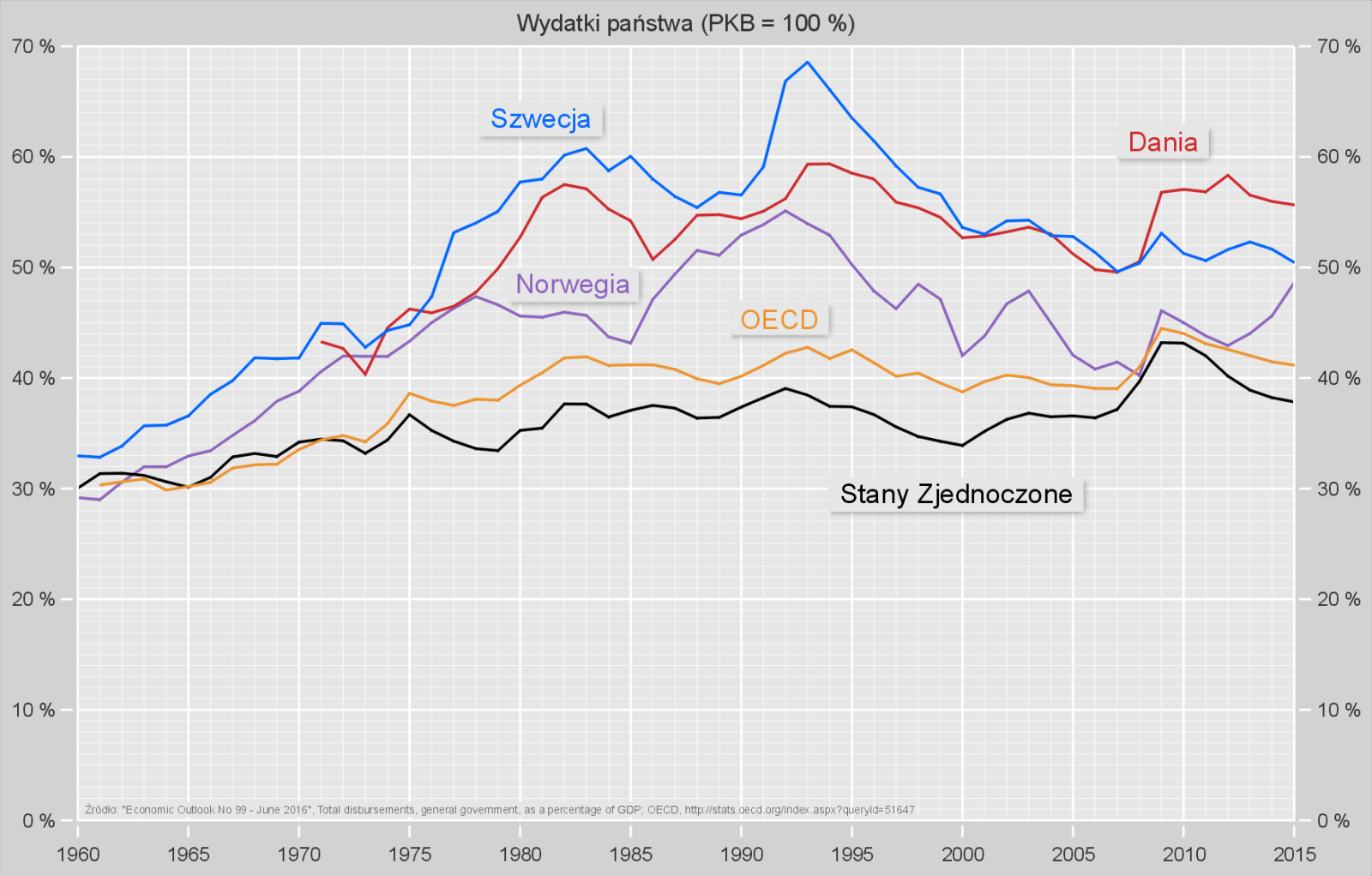
Wydatki publiczne w krajach skandynawskich (PKB = 100%)

W 1960 roku podatki w Szwecji stanowiły 31% PKB i już wtedy należały do najwyższych na świecie. W 1980 roku stanowiły one 60% PKB Szwecji. Obecnie podatki w Szwecji stanowią 52% PKB, z których państwo szwedzkie finansuje edukację, służbę zdrowia i badania.
W Szwecji podatki płaci się na rzecz państwa i gminy, są one rozłożone mniej więcej po równo. Gminy finansują między innymi edukację, służbę zdrowia, a państwo drogi krajowe itd. Szwecja jest uważana za najbardziej socjalne państwo na świecie; bardzo popularne jest określenie „model szwedzki”, który wprowadzono w Szwecji w latach 30. XX wieku. Było to związane z falą strajków w ówczesnej Szwecji, podczas których doszło do rozlewu krwi. Posiada on zarówno wielu przeciwników, wielu ekonomistów o neoliberalnym nastawieniu, jak np. prof. Jan Winiecki, jak i wielu zwolenników, do których zalicza się noblistę Josepha Stiglitza, profesora Jeffreya Sachsa, który dawniej był zwolennikiem liberalizmu ekonomicznego, i profesora Tadeusza Kowalika.
Podobnie jednak jak w innych krajach wysoko rozwiniętych większość PKB wytwarzają drobni przedsiębiorcy. PKB per capita wynosiło nominalnie w 2006 roku 42 383, a po zmierzeniu parytetem siły nabywczej 34 409 dolarów. Wskaźnik Giniego, czyli poziom rozpiętości w dochodach, wynosi 0,23 i jest najniższy na świecie. W rankingu Światowego Forum Ekonomicznego szwedzka gospodarka została uznana za trzecią najbardziej konkurencyjną na świecie.

### System socjalny
Polityka socjalna Szwecji opiera się na założeniu, że wszyscy obywatele niezależnie od pochodzenia i stanu majątkowego powinni mieć równy dostęp do edukacji, służby zdrowia, dóbr kultury itd. Szwecja przeznacza z budżetu na cele socjalne 27% swojego PKB, jeden z najwyższych na świecie poziomów. W Szwecji budżet państwa oraz firmy prywatne przeznaczają na badania naukowe 4% PKB, co daje pod tym względem pierwsze miejsce na świecie. Charakterystyczne dla Szwecji jest finansowanie służby zdrowia i emerytur z podatków, a nie dodatkowych ubezpieczeń społecznych. W Szwecji 6,5% ludności oraz 3% dzieci żyje poniżej granicy ubóstwa. Szwecja zajmuje 6. miejsce na świecie pod względem HDI, wskaźnika rozwoju społecznego, i 1. miejsce pod względem HPI, wskaźnika ubóstwa społecznego.
W Szwecji działają bardzo rozbudowane związki zawodowe, do których należy 80% pracujących; strzegą one przestrzegania przez pracodawców umów o pracę i ogólnych zasad panujących w Szwecji, jak na przykład zasady, że najpierw należy zwalniać pracowników z najmniejszym stażem.
W Szwecji obowiązujący wiek emerytalny to 67 lat dla kobiet i mężczyzn.

### Bezrobocie
Program szwedzkich socjaldemokratów zakładał politykę pełnego zatrudnienia. Wskaźnik zatrudnienia wynoszący 77% jest najwyższy w UE, najwyższy w UE jest także wskaźnik zatrudnienia osób starszych wynoszący 69%. Sektor publiczny zatrudnia 30% pracujących.
Bezrobocie pod koniec lat 80. XX w. wahało się od 1 do 1,5%, obecnie wynosi około 5%. Wskaźnik bezrobocia nie uwzględnia osób faktycznie nie pracujących, ale uczestniczących w różnego rodzaju publicznych programach pomocowych, kursach i szkoleniach mających zwiększyć ich aktywność na rynku pracy. Raport firmy McKinsey ocenia poziom bezrobocia na 15% i przewiduje, że poziom ten wzrośnie jeszcze bardziej w przyszłości.

### Energetyka
Szwecja jest krajem o jednej z najwyższych na świecie konsumpcji energii na obywatela (18 MWh/osobę) i równocześnie energetycznie samowystarczalnym. Duża część energii pozyskiwana jest ze źródeł odnawialnych, w tym ze spalania biogazu (metanu), który wytwarzany jest z odpadów organicznych. Możliwe to jest dzięki konsekwentnej i powszechnej segregacji odpadów wśród ludności, a także rozbudowanej sieci spalarni. W energetyce Szwecji znaczący udział ma energia pochodząca z krajowych elektrowni jądrowych (dziewięć reaktorów dostarcza 40% mocy) oraz wodnych (46,9%). W latach 80. XX w. Szwecja wstrzymała inwestycje w energetykę jądrową. W 2009 zapowiedziano powrót do niej wobec niewystarczającej efektywności alternatywnych źródeł energii odnawialnej, takich jak elektrownie wiatrowe. Po katastrofie w Fukushimie dochodzi do stopniowego wyłączania starzejących się reaktorów, bez planów budowy nowych. W 2015 roku koncern E.ON zdecydował o zamknięciu 2 reaktorów: Oskarshamn 1 (między 2017 a 2019) oraz Oskarshamn 2 (2015). Vattenfall planuje zamknięcie dwóch kolejnych: Ringhals 1 (2020) i Ringhals 2 (2019). Zamknięcie wszystkich reaktorów jądrowych w Szwecji jest planowane najpóźniej do 2045 roku.

## Demografia

### Struktura narodowościowa
| Kraj urodzenia            | Liczba osób | Odsetek (%) |
| ------------------------- | ----------- | ----------- |
| Szwedzi                   | 8 381 080   | 79,43%      |
| Syryjczycy                | 197 201     | 1,87%       |
| Irakijczycy               | 145 586     | 1,38%       |
| Finowie                   | 129 406     | 1,23%       |
| Polacy                    | 100 706     | 0,95%       |
| Irańczycy                 | 86 838      | 0,82%       |
| Somalowie                 | 68 290      | 0,65%       |
| Afgańczycy                | 67 738      | 0,64%       |
| Byli obywatele Jugosławii | 60 636      | 0,57%       |
| Bośniacy                  | 60 003      | 0,57%       |
| Hindusi                   | 58 094      | 0,55%       |
| Niemcy                    | 56 969      | 0,54%       |
| Turcy                     | 56 871      | 0,54%       |

Pozostałe znaczące grupy (powyżej 25 000 osób) to osoby urodzone w:  Erytrei (0,47%),  Tajlandii (0,44%),  Norwegii (0,38%),  Chinach (0,36%),  Danii (0,36%),  Rumunii (0,35%),  Wielkiej Brytanii (0,31%),  Libanie (0,28%),  Pakistanie (0,27%),  Chile (0,26%),  Rosji (0,24%) i  Stanach Zjednoczonych (0,24%).

### Religia
W 2022 roku 52,8% Szwedów przynależało do Kościoła ewangelicko-luterańskiego Szwecji, który był kościołem państwowym od 1527 do 2000 roku. W okolicach Jönköping, Bohuslän i Västerbotten istnieją silne wspólnoty wolnych kościołów protestanckich (zielonoświątkowców, baptystów, metodystów itd.). Liczą one łącznie około 350 tys. wiernych, stanowiąc drugi po luteranizmie największy kierunek religijny w kraju.
Muzułmanów jest około 140 tys. i ciągle wzrasta ich liczebność, wschodnie kościoły prawosławne i orientalne liczą około 140 tys. wyznawców, a Kościół katolicki ma 113 tys. wiernych. Ponadto jest ponad 22 tys. Świadków Jehowy, żydów około 10 tys., mormonów 9,5 tys. i buddystów ok. 8 tys. W Järna istnieje centrum antropozoficzne. Masonów, którzy jednak nie są grupą religijną, a bractwem inicjacyjnym wzorującym się na zakonach rycerskich, jest ich 13 tys., co względem liczby mieszkańców daje bardzo duży procent w porównaniu do innych krajów. 8% Szwedów uczestniczy regularnie w praktykach religijnych jakiegoś wyznania.
| Luteranie                                                                              | 6,3 mln   | 63,5% |
| Wolne kościoły protestanckie (zielonoświątkowcy, baptyści, metodyści, adwentyści itd.) | 350 tys.  | 3,5%  |
| Muzułmanie                                                                             | 140 tys.  | 1,4%  |
| Prawosławni                                                                            | 140 tys.  | 1,4%  |
| Katolicy                                                                               | 113 tys.  | 1,1%  |
| Świadkowie Jehowy                                                                      | 22,4 tys. | 0,22% |
| inne religie                                                                           |           | <1%   |
| bez wyznania                                                                           | 2,9 mln   | 29%   |

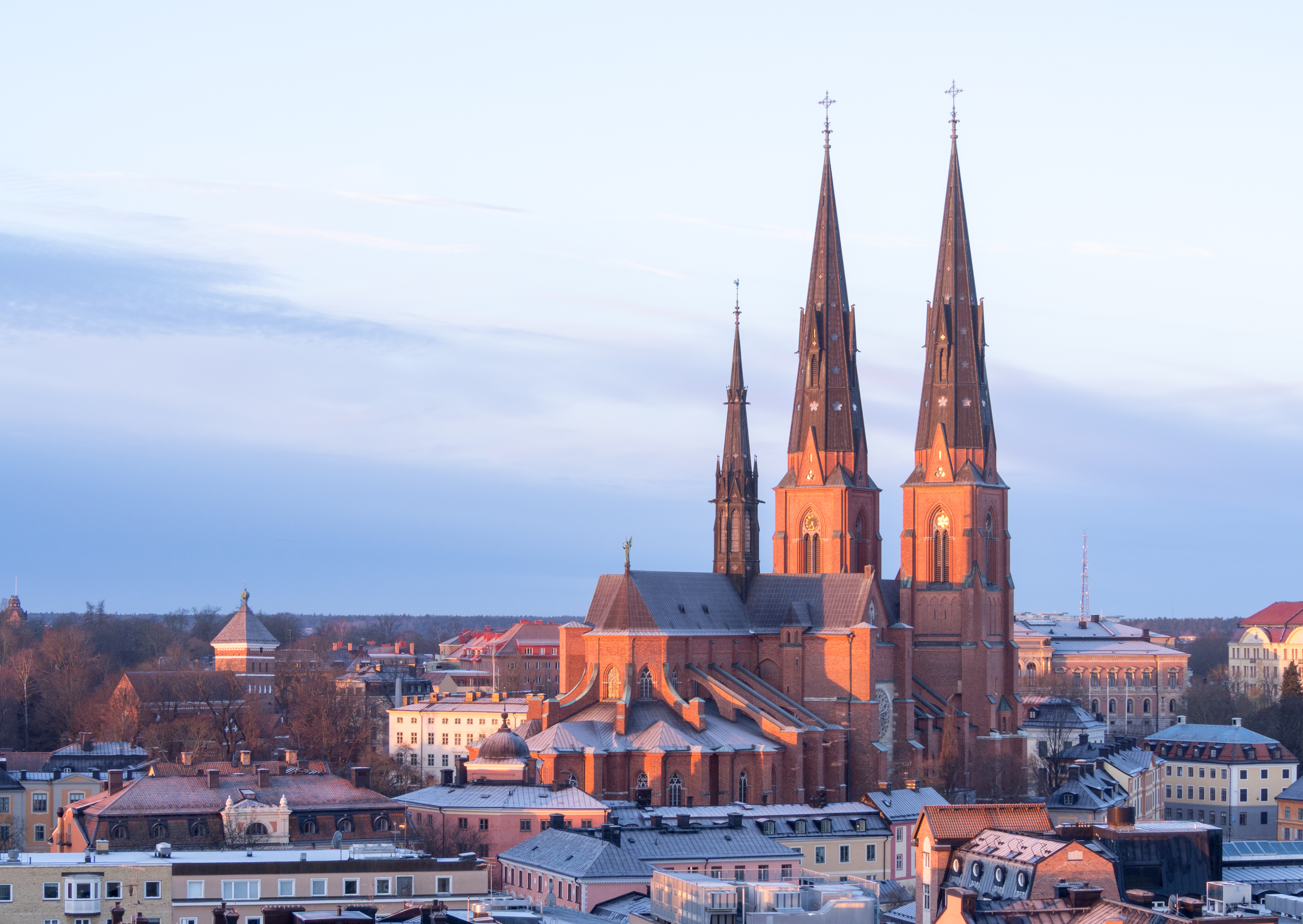
Siedziba Kościoła Szwecji w Uppsala
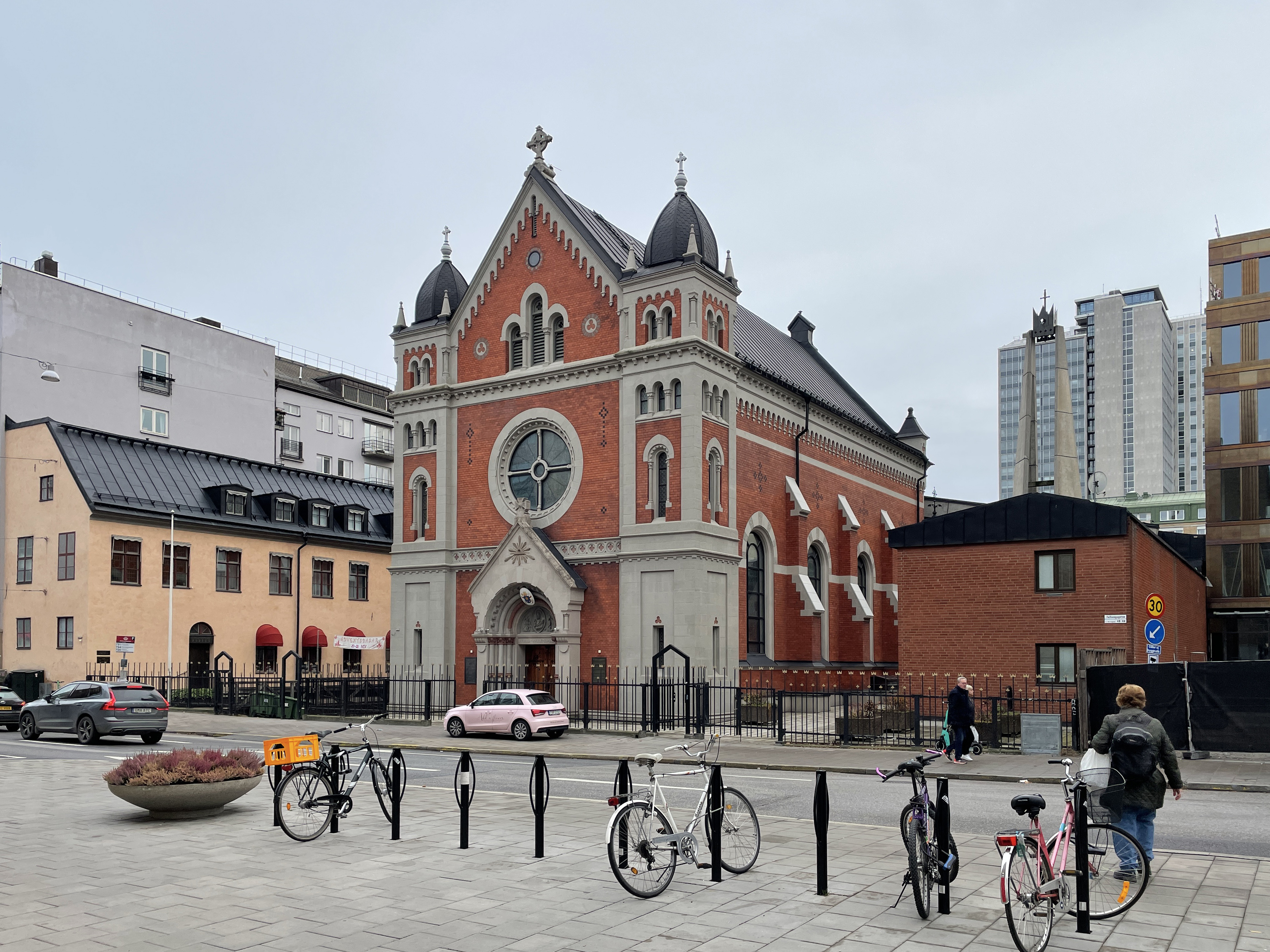
Katolicka katedra św. Eryka w Sztokholmie
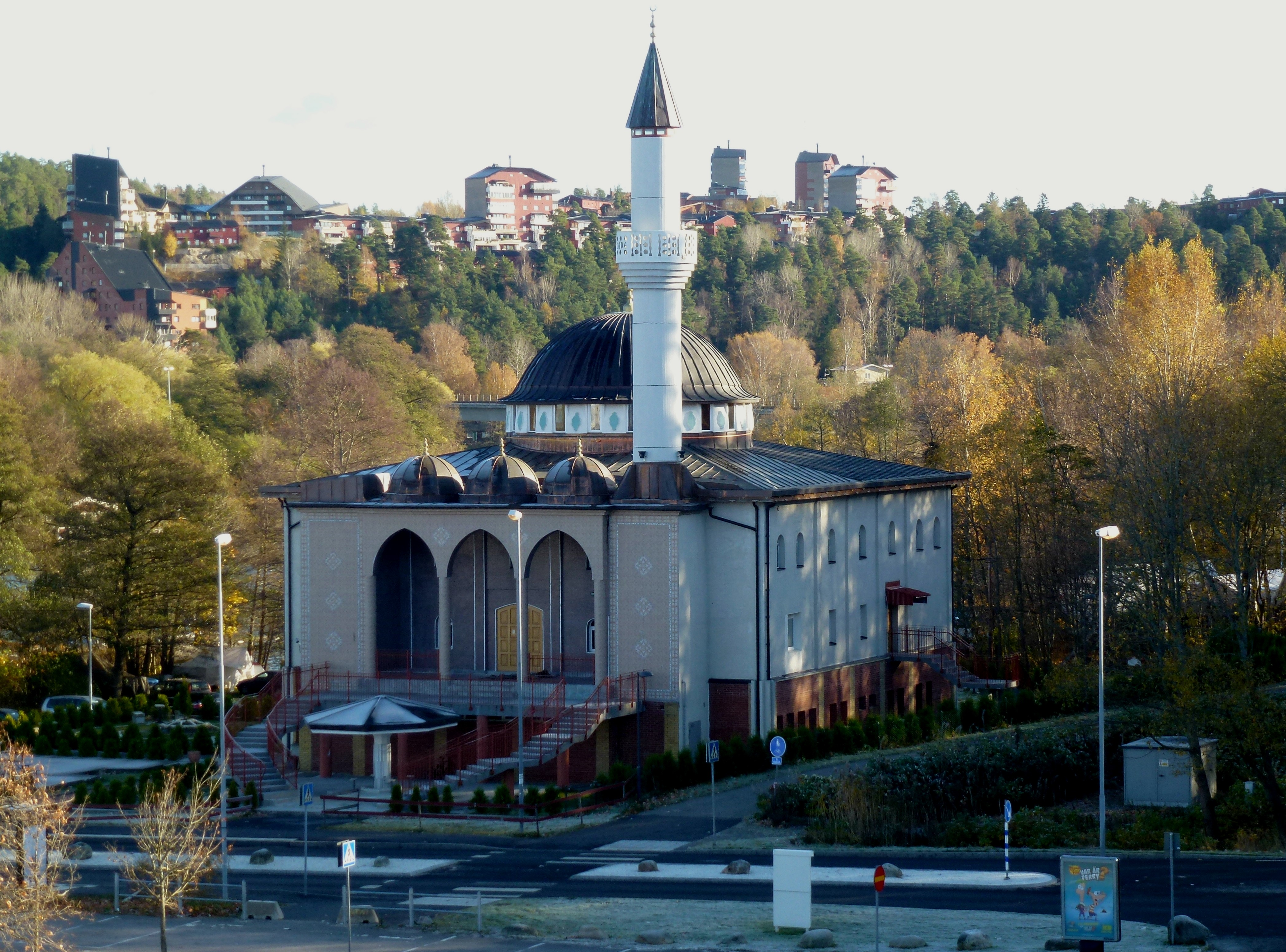
Meczet Fittja, główny meczet szwedzki
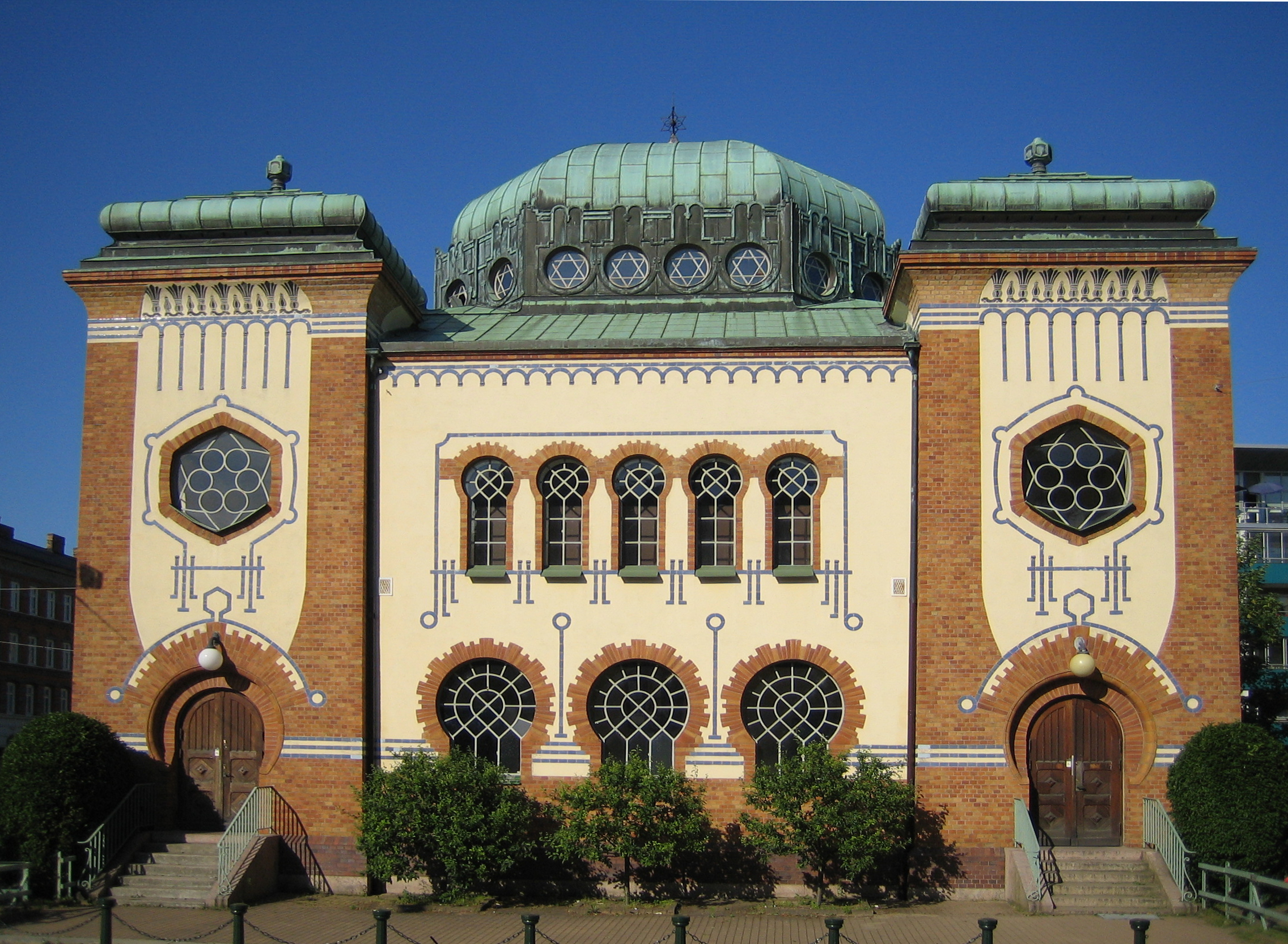
Synagoga w Malmö

#### Ateizm w Szwecji
Na podstawie wielu badań socjologicznych przeprowadzonych w latach 1999–2004 stwierdzono, że ok. 65% Szwedów jest ateistami lub agnostykami. W badaniach Pippy Norris i Ronalda Ingleharta przeprowadzonych w 2004 roku ateizm zadeklarowało 64% Szwedów. Szwedzi zatem, obok Czechów, Estończyków, Norwegów i Duńczyków, są jednym z najbardziej ateistycznych społeczeństw w Europie.

## Edukacja

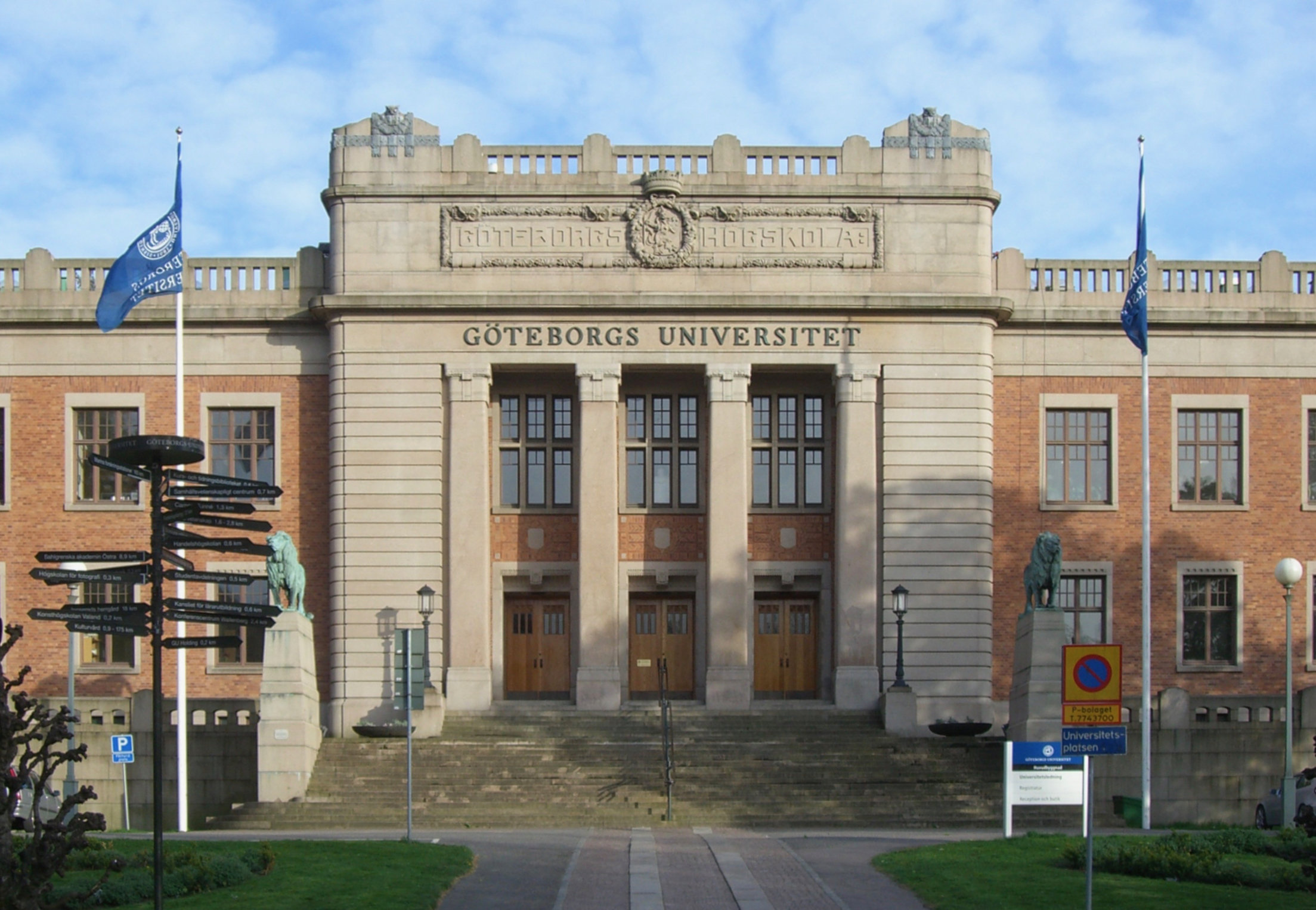
Uniwersytet w Göteborgu

Przez wiele lat w Szwecji istniały tylko szkoły państwowe. Na początku lat 90. XX w. prawicowy rząd, który rządził jedną kadencję, pozwolił na istnienie szkół prywatnych przy jednoczesnym finansowaniu tych szkół przez państwo. Szkół takich jest jednak niewiele, a założenie ich wymaga spełnienia wielu kryteriów. Uniwersytety w Szwecji są wyłącznie państwowe, a studia na nich są bezpłatne. Dodatkowo wszyscy studenci niezależnie od dochodów rodziców od pierwszego roku dostają stypendium. W studiach PISA szwedzcy uczniowie w 2003 roku w czytaniu ze zrozumieniem zajęli 7. miejsce, 14. miejsce w matematyce, 12. miejsce w naukach przyrodniczych i w rozwiązywaniu problemów 14. miejsce na 32 badane państwa.

## Kultura

### Język
Oficjalnym językiem Królestwa Szwecji jest język szwedzki (svenska), język z grupy skandynawskiej języków germańskich. Używany jest przez 9 mln ludzi: w Szwecji (7,8 mln) i Finlandii (300 tys.) – jest tam językiem urzędowym. Odrębny język już od VIII wieku. Najstarsze zabytki językowe pochodzą z XII wieku. Powstanie nowoczesnego języka szwedzkiego datuje się na rok 1526, kiedy to wydano szwedzkie tłumaczenie Biblii.
Język szwedzki posiada wiele dialektów, w samej Szwecji, jak również poza granicami. Np. istnieje osobny dialekt języka szwedzkiego, którym posługują się estońscy Szwedzi i fińscy Szwedzi.
W zasadzie nie ma większych wątpliwości co do tego, że język szwedzki jest oficjalnym językiem tego państwa, jednak wraz z ustawowym wprowadzeniem języków mniejszości (fińskiego, tornedalsko-fińskiego, lapońskiego, języka Romów i jidysz) 1 kwietnia 2000 sprawa stwierdzenia oficjalności języka szwedzkiego stała się tematem dyskusji, co zaowocowało przyjęciem w 2009 Språklagen (Ustawy o języku), która weszła w życie 1 lipca 2009 Ustawa określa szwedzki jako „główny język” Szwecji (§ 4) i „wspólny język” społeczności Szwecji (§ 5). Zgodnie z ustawą „w kontekście międzynarodowym” język szwedzki należy uznawać za „język urzędowy Szwecji” (§ 13).
Większość Szwedów, zwłaszcza tych poniżej 50 lat, nie ma większych trudności w rozumieniu i mówieniu po angielsku. Wynika to ze związków handlowych tego kraju, popularności wycieczek zagranicznych oraz z tego, że większość programów telewizyjnych i filmów nadawana jest z napisami, a nie z dubbingiem czy lektorem. Język angielski jest zwykle nauczany począwszy od czwartej klasy szkoły podstawowej. Wielu uczniów bierze także lekcje innych języków, najczęściej hiszpańskiego, niemieckiego lub francuskiego.

### Literatura

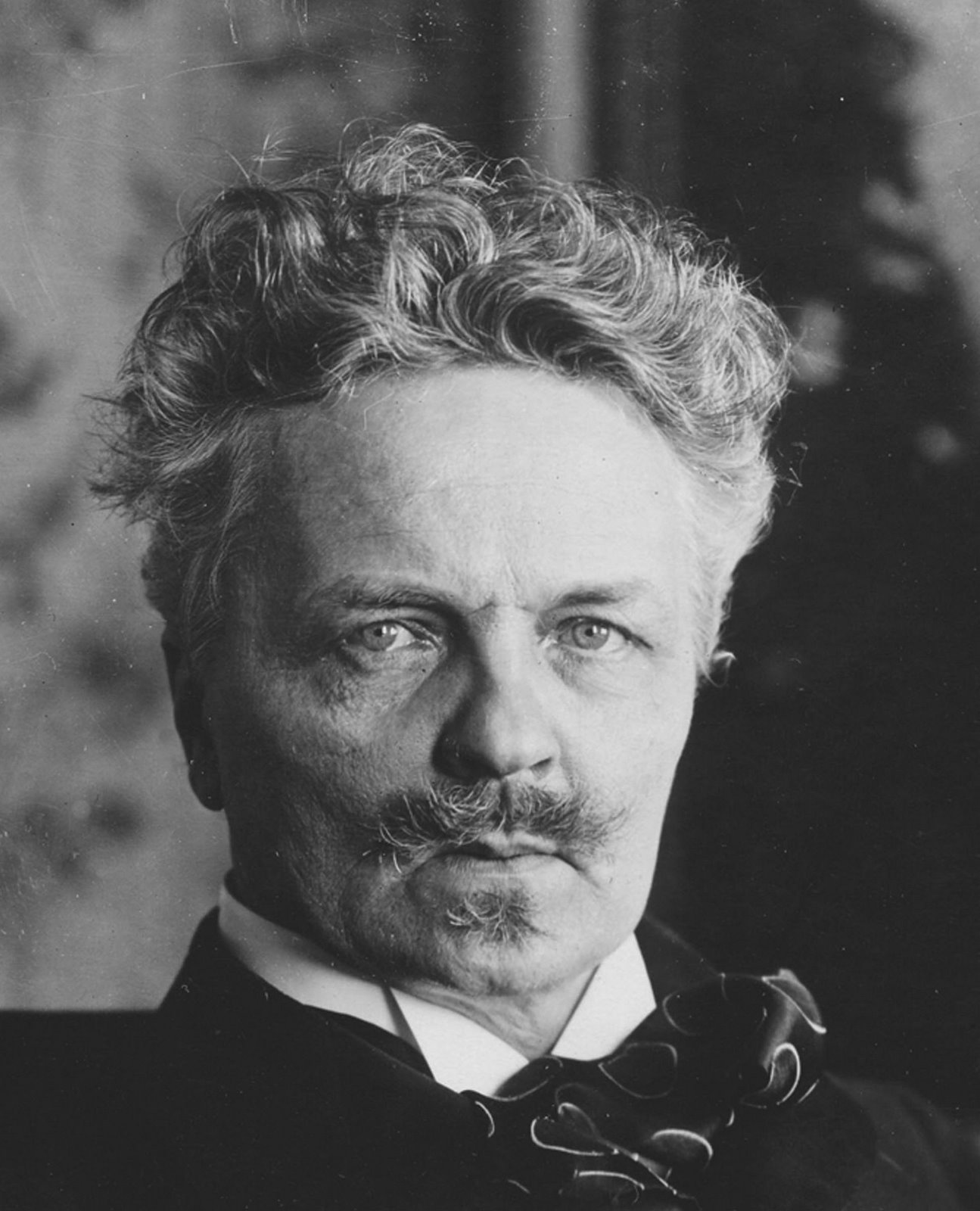
August Strindberg

Nowoczesną literaturę szwedzką stworzył pod koniec XIX wieku August Strindberg. Innymi ważnymi postaciami są Pär Lagerkvist, Harry Martinson, Eyvind Johnson, a także Margit Sandemo, autorka Sagi o Ludziach Lodu. Sławne są także autorki literatury dziecięcej Astrid Lindgren i Selma Lagerlöf. Sukces zdobyło również wydanie trylogii Millennium, pisarza i dziennikarza Stiega Larssona. Współczesna literatura najczęściej tłumaczona jest na język niemiecki.

### Film

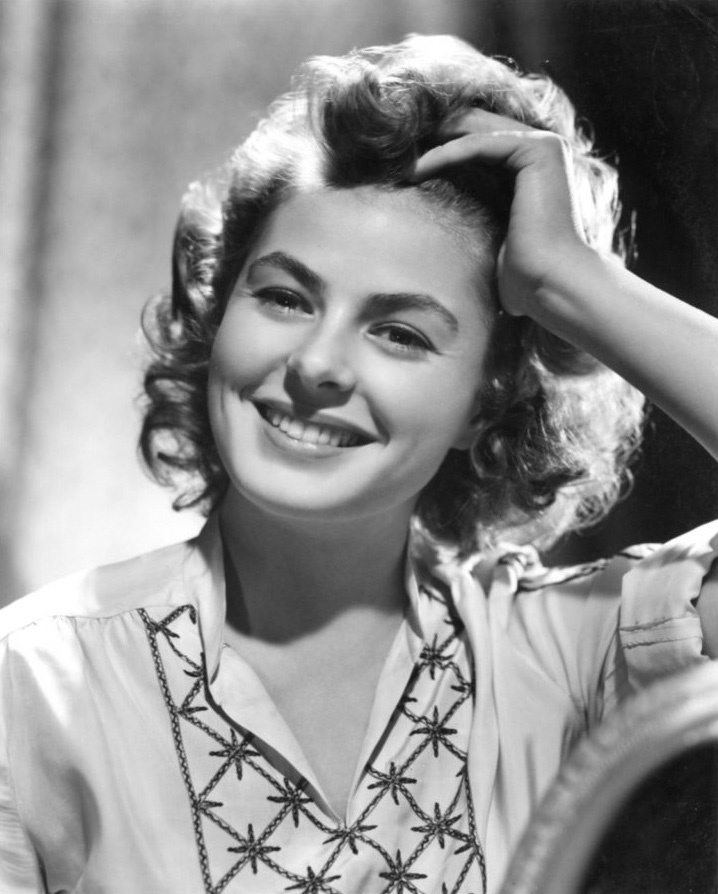
Ingrid Bergman (na zdj. w 1944)

Najbardziej znanym reżyserem szwedzkim był Ingmar Bergman. Niespokrewniona z nim aktorka Ingrid Bergman, najbardziej znana z roli Ilsy Lund w melodramacie Casablanca z 1942, urodziła się w Sztokholmie, podobnie jak Greta Garbo. Ze Szwecji pochodzi również znany aktor Stellan Skarsgård (m.in. Melancholia, Dziewczyna z tatuażem), a także laureatka Oscara Alicia Vikander.

### Media
Szwedzi są jednym z narodów, który czyta najwięcej gazet. Prawie każde miasteczko ma swoją lokalną gazetę. Najważniejsze ogólnokrajowe gazety to „Dagens Nyheter”, „Göteborgs-Posten”, „Svenska Dagbladet” i „Sydsvenska Dagbladet”. Dwa największe tabloidy to „Aftonbladet” i „Expressen”. Szwedzka gazeta „Metro” została wpisana do Księgi Rekordów Guinnessa jako gazeta o największym nakładzie na świecie, chociaż jest to gazeta bezpłatna, rozdawana na ulicy, wydawana w wielu językach.
Do 1991 roku publiczna telewizja (SVT1 i SVT2) miała monopol na nadawania naziemne. Toteż do lat 80. XX w. Szwedzi nie mogli oglądać żadnych innych kanałów, aż pojawiły się anteny satelitarne. W 1992 rozpoczął nadawanie pierwszy kanał komercyjny TV4, na co pozwolił prawicowy rząd. Nieco wcześniej nadawanie rozpoczęło TV3 przez satelitę. Obecnie jest już kilkanaście szwedzkich kanałów dostępnych przez satelitę.
W Szwecji z Internetu korzystało w 2006 roku 80% społeczeństwa, co daje jej pierwsze miejsce w UE.

### Kuchnia

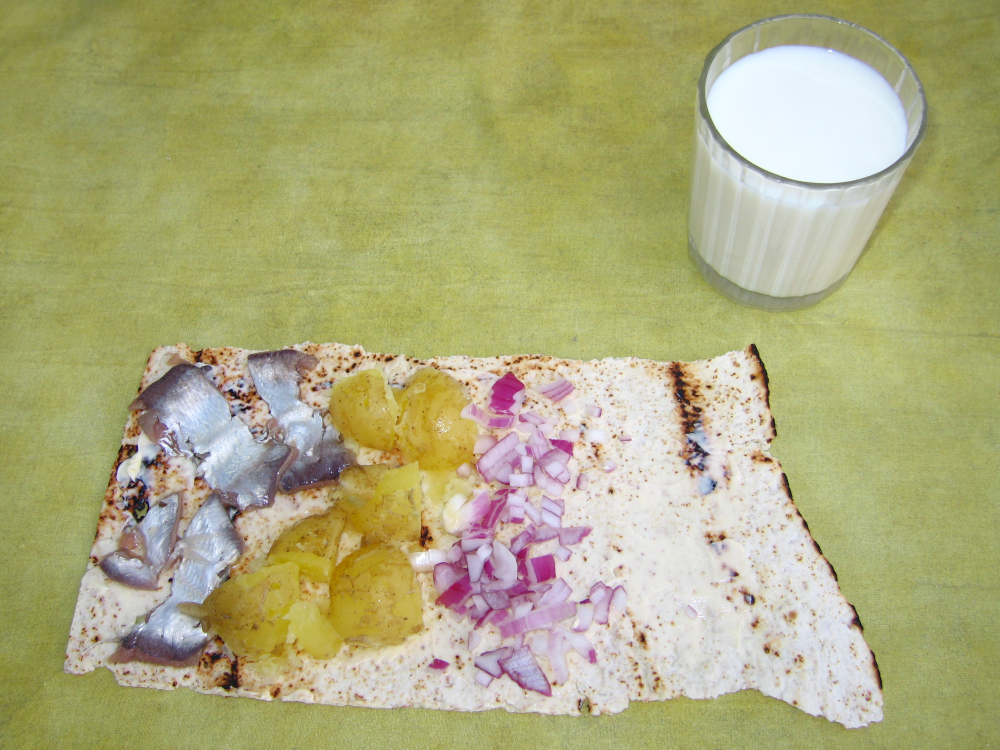

- Pokusa Janssona – zapiekanka z pokrojonych w cienkie plasterki ziemniaków, pokrojonej w talarki cebuli, a także filetów sardeli (anchois). Wszystko to zalane jest mlekiem zmieszanym ze świeżą śmietaną i zapieczone w piekarniku na złoty kolor. Zapiekankę spożywa się głównie w okresie świąt Bożego Narodzenia.
- Flygande Jakob – pieczony kurczak z bananami, orzechami i sosem chili.
- Köttbullar – kulki mięsne przyrządzane z mięsa wołowego lub wołowo-wieprzowego. Podawane są zwykle z purée ziemniaczanym i dżemem z borówek.
- Blodpudding – danie z krwi wieprzowej, mleka, mąki żytniej, smalcu, piwa lub syropu z przyprawami.
- Pyttipanna – drobno pokrojone ziemniaki, cebula i mięso (kiełbasa lub kawałki wołowiny) podsmażone na patelni. Pyttipanna podawana jest tradycyjnie z jajkiem sadzonym i burakami.
- Surströmming – kiszony śledź o silnym, charakterystycznym zapachu sprzedawany w zalewie solnej w puszkach.

## Święta i zwyczaje
Szwedzi obchodzą tradycyjne święta chrześcijańskie: Boże Narodzenie (Jul), Wielkanoc (Påsk), Zielone Świątki (Pingst), Wniebowstąpienie (Kristi himmelsfärd). Świeckie dni świąteczne to: 1 maja z tradycyjnymi pochodami ruchu robotniczego i 6 czerwca – od 2005 r. Święto Narodowe Szwecji. Szwedzi obchodzą też święta o tradycji pogańskiej: Noc Walpurgi (Valborg) 30 kwietnia i Noc świętojańską (Midsommar). 13 grudnia tradycyjnie świętuje się przynoszącą światło Świętą Łucję (Sankta Lucia). Popularnym obyczajem szwedzkim jest fika.

### Dni ustawowo wolne od pracy
- 1 stycznia – Nowy Rok
- 6 stycznia – Trzech Króli
- Wielki Piątek
- 1 maja – Święto Pracy
- Wniebowstąpienie Pana Jezusa
- I dzień Zielonych Świątek

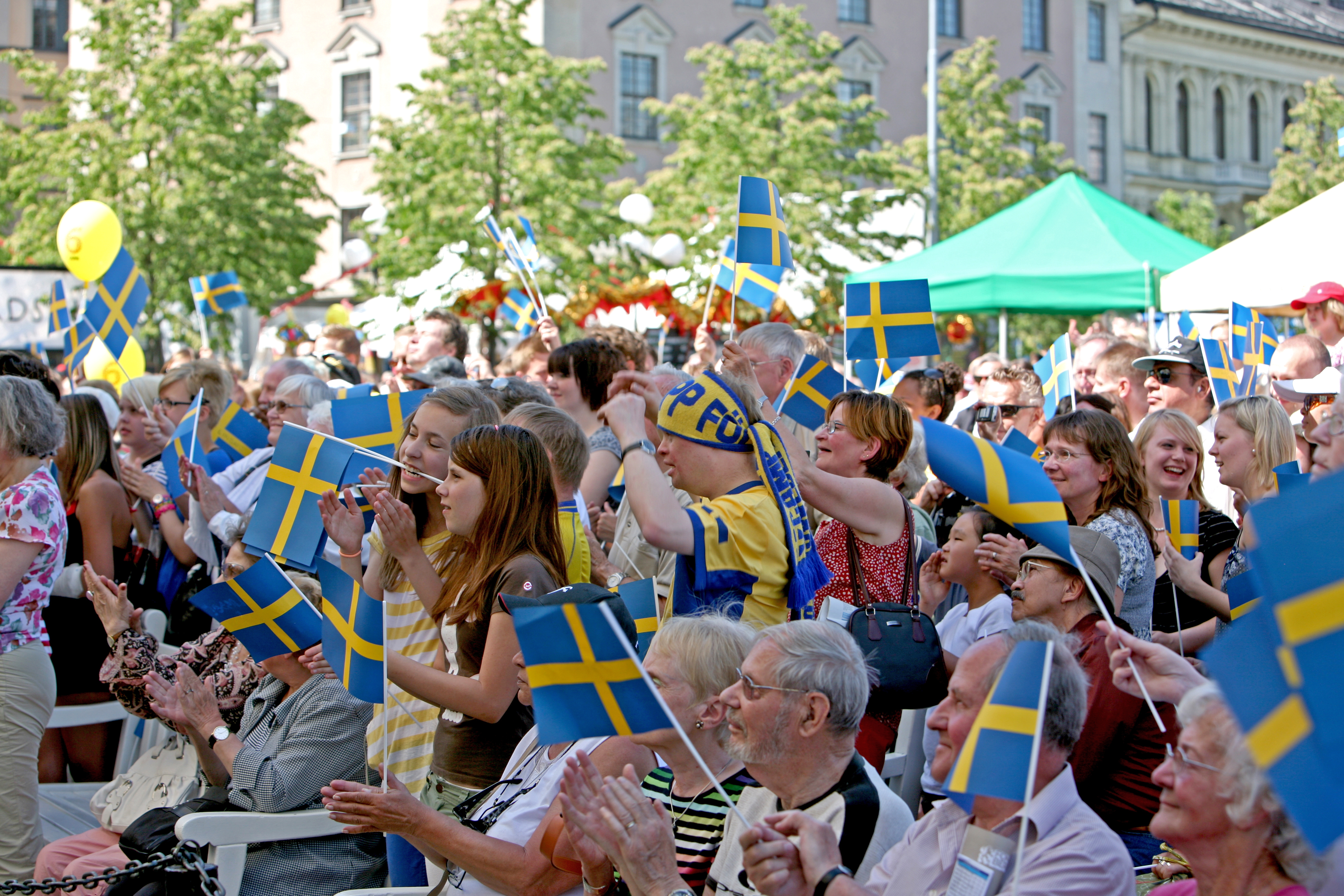
Obchody Święta Narodowego w Kungsträdgården w Sztokholmie (2006)

- 6 czerwca – święto narodowe (dawniej dzień flagi)
- Midsommar (najdłuższy dzień w roku)
- Wszystkich Świętych (pierwsza sobota po 1 listopada)
- 25 grudnia – Boże Narodzenie

## Rankingi
- Pod względem HDI, wskaźnika rozwoju czynników ludzkich i dostępu do dóbr uznawanych za konieczne do życia, Szwecja zajmuje 5. miejsce na świecie.
- Pod względem HPI, wskaźnika ubóstwa ludzkiego, Szwecja zajmuje 1. miejsce na świecie jako kraj najmniej dotknięty długotrwałym bezrobociem, funkcjonalnym analfabetyzmem i liczbą osób żyjących poniżej minimum socjalnego.
- W 2007 roku Szwecja zajęła w sporządzonym przez „The Economist” rankingu 1. miejsce na świecie pod względem rozwoju demokracji[55].